# Obertiefenbach (Beselich)
Obertiefenbach ist der Hauptort und Verwaltungssitz in der Gemeinde Beselich im mittelhessischen Landkreis Limburg-Weilburg. Obertiefenbach hat rund 2900 Einwohner und ist eines der größeren Dörfer im Landkreis sowie der einwohnerstärkste und flächengrößte Ortsteil der Gemeinde.

## Etymologie
Der Name Obertiefenbach, dessen Altform früher Oberen Dyffenbach oder superior Dieffenbach war, kommt von der Lage am Tiefenbach, der heute noch quer (weitgehend unterirdisch) durch den Ort fließt. Auf einer Kupferstichkarte von Nassau aus dem Jahr 1616 wird der Ort als Ober Diefenbach bezeichnet.

## Geographie

### Geographische Lage

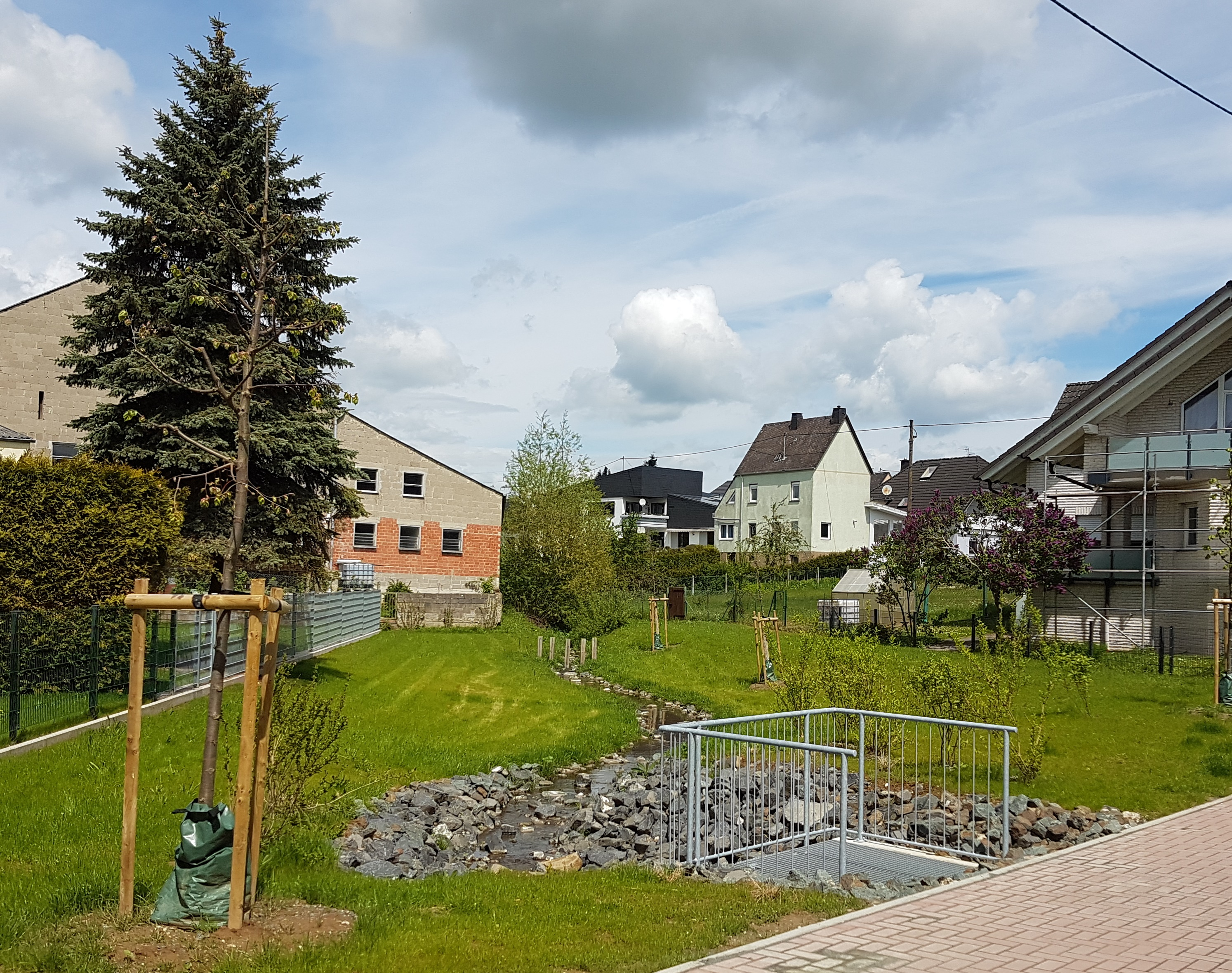
Der Tiefenbach in der Borngasse nach der Renaturierung des bis 2019 vorhandenen Löschwasserteichs

Obertiefenbach liegt am nordöstlichen Rand des Limburger Beckens, am Rand des Lahntals und am Südosthang des Westerwaldes 220 m über NN in Mittelhessen. Schon von weitem sichtbar ist der Beselicher Kopf (296 m), der an der nordöstlichen Seite der Gemarkung steht. Obertiefenbach befindet sich im Tal des Tiefenbachs, zentral im Landkreis Limburg-Weilburg (Mittelhessen).

### Geologie
Die Landschaft ist teilweise bewaldet und geprägt durch Ton-, Basalt- und Eisenerzvorkommen. Bis in die heutige Zeit wird in Obertiefenbach Ton abgebaut.

### Nachbarorte
Obertiefenbach grenzt im Nordosten an Heckholzhausen und im Osten an Schupbach. Bis ins Spätmittelalter hinein existierte zudem ein kleiner Ort „Schuy“ zwischen Obertiefenbach und Schupbach. Im Süden folgen Niedertiefenbach, im Südwesten Ahlbach, im Westen Oberweyer und im Nordwesten Steinbach.
| Steinbach |                                             | Heckholzhausen |
| Oberweyer | Kompassrose, die auf Nachbargemeinden zeigt | Schupbach      |
| Ahlbach   | Niedertiefenbach                            |                |

### Klima
In Obertiefenbach ist das Klima gemäßigt warm. Der Niederschlag in Obertiefenbach ist hoch, auch während des trockensten Monats. Das Klima in diesem Ort ist als Cfb nach der Köppen-Geiger-Klassifikation klassifiziert. Im Jahresdurchschnitt beträgt die Temperatur in Obertiefenbach 9,6 °C. Über ein Jahr summieren sich die Niederschläge auf 854 mm.
Mit normalen Temperaturen (Monatsdurchschnitte) von 1,2 °C im Januar bis über 18 °C im Juli und monatlichen Regenmengen um 70 mm (statistischer Jahresdurchschnitt) gilt das örtliche Klima als gemäßigt, warm und relativ niederschlagsreich.
|                        | Jan  | Feb  | Mär | Apr  | Mai  | Jun  | Jul  | Aug  | Sep  | Okt  | Nov | Dez  |   |      |
| Mittl. Temperatur (°C) | 1,2  | 1,6  | 4,9 | 9,2  | 13,3 | 16,6 | 18,4 | 18,0 | 14,4 | 10,0 | 5,4 | 2,1  | ⌀ | 9,6  |
| Mittl. Tagesmax. (°C)  | 3,4  | 4,7  | 8,9 | 13,8 | 17,5 | 20,8 | 22,7 | 22,3 | 18,5 | 13,4 | 7,8 | 4,3  | ⌀ | 13,2 |
| Mittl. Tagesmin. (°C)  | −1,1 | −1,4 | 0,9 | 4,3  | 8,5  | 11,7 | 13,8 | 13,4 | 10,3 | 6,7  | 3,0 | −0,1 | ⌀ | 5,9  |
|                        |      |      |     |      |      |      |      |      |      |      |     |      |   |      |
| Niederschlag (mm)      | 74   | 60   | 67  | 59   | 72   | 75   | 77   | 76   | 70   | 67   | 72  | 85   | Σ | 854  |

| −1,1 |

| −1,4 |

| 0,9 |

| 4,3 |

| 8,5 |

| 11,7 |

| 13,8 |

| 13,4 |

| 10,3 |

| 6,7 |

| 3,0 |

| −0,1 |

| −1,1 |

| −1,4 |

| 0,9 |

| 4,3 |

| 8,5 |

| 11,7 |

| 13,8 |

| 13,4 |

| 10,3 |

| 6,7 |

| 3,0 |

| −0,1 |

## Geschichte

### Ortsgeschichte

Wappen der Ritter v. Tiefenbach (nach Siebmacher-Göckingk)

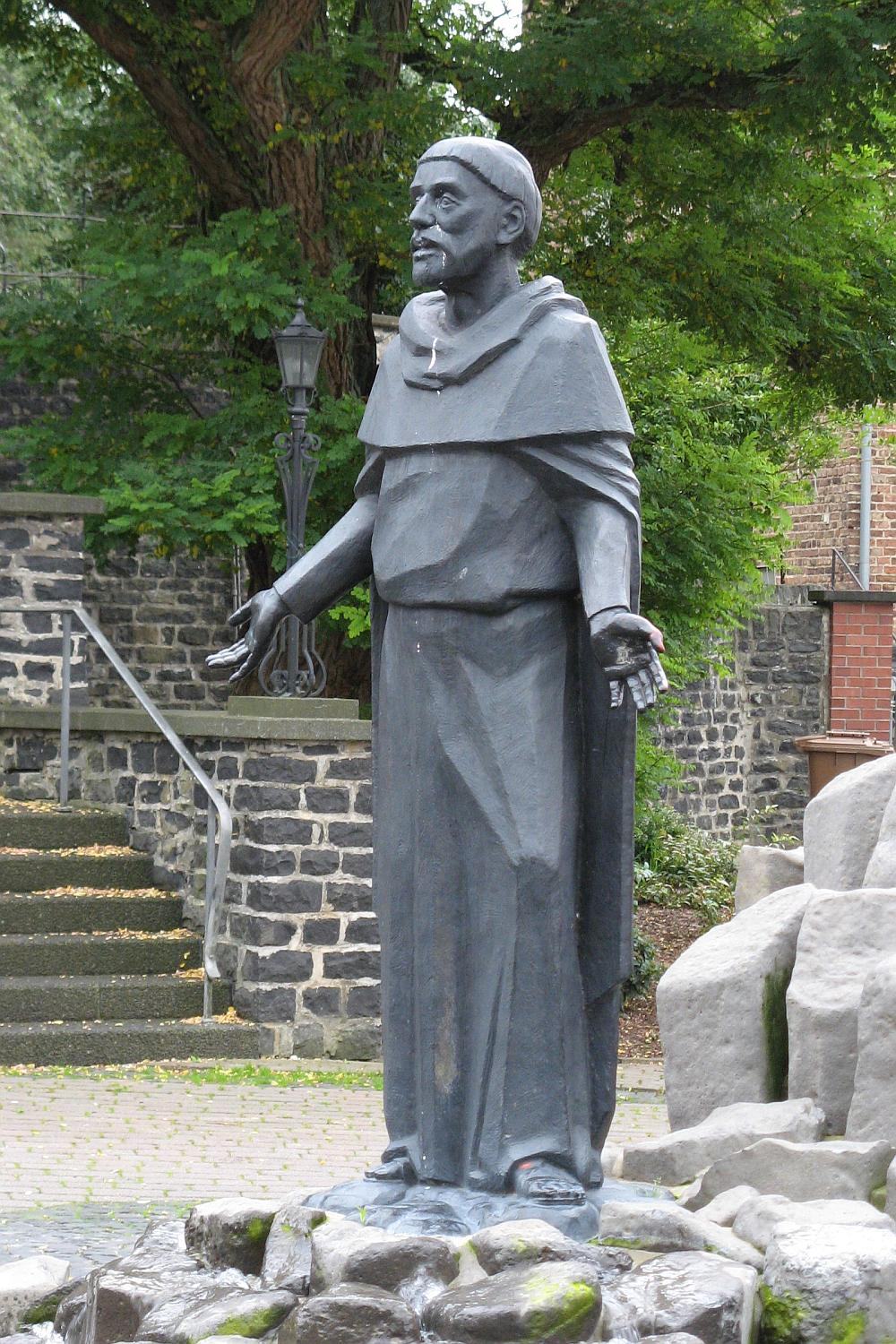
Denkmal für Gottfried von Beselich vor der Kirche in Obertiefenbach

Obertiefenbach entstand vermutlich im 7./8. Jahrhundert. Durch Bodenfunde ist das Vorkommen von Menschen bereits in grauer Vorzeit belegt. Über eine genaue Altersangabe gibt es jedoch keine Nachweise. Im Jahr 1234 wurde Obertiefenbach erstmals erwähnt. Um diese Zeit lebte dort die Adelsfamilie Hesse, von welcher der Ritter Heinrich Hesse geschichtlich erwähnt wird. Kirchlich gehörte die seit 1347 eigenständige Pfarrei Obertiefenbach im Mittelalter zum rechtsrheinischen Archidiakonat zu Dietkirchen des Erzbistums Trier. Am 1. Februar 1376 wurde Obertiefenbach von dem Grafen von Diez als Pfandschaft in Mannslehen an die Brüder Dietrich und Siegfried von Runkel vergeben.
Um das Jahr 1500 lebten 100 Familien im Ort, deren Zahl sich durch die Pest im Zeitraum von 1551 bis 1598 stark reduzierte. Durch die Reformation wurden die Einwohner Obertiefenbachs im Jahr 1580 evangelisch-reformiert. 1587 besaßen die Grafen von Wied das Patronatsrecht. Im Jahr 1604 hatte der Ort 53 Familien mit und 20 Personen ohne Landbesitz. Ein Großteil des Dorfes (34 Häusern und 30 Scheunen) wurde bei einem Großbrand im Jahr 1638 vernichtet. Am Ende des Dreißigjährigen Krieges 1648 lebten nur noch 13 Familien im Ort. Am 21. Juni 1649 verpfändete die Grafschaft Runkel das Pfarrdorf an den Fürsten Johann Ludwig von Nassau-Hadamar. Die Bevölkerung wurde dadurch nach etwa 90-jähriger Unterbrechung wieder katholisch. Obertiefenbach war Privateigentum des Fürsten und gehörte nicht dem Fürstentum an. Als das Hadamarer Fürstenhaus im Jahr 1711 ausstarb, fiel das Dorf Obertiefenbach an die Töchternachkommen Merode-Westerloo und Salm-Salm.
In Obertiefenbach wurde im Jahr 1733 eine neue Kirche erbaut. Auf dem Beselicher Kopf wurde am 8. September 1767 nach dreijähriger Bauzeit die Wallfahrtskapelle „Maria Hilf“ eingeweiht. Die Grafen von Wied-Runkel erwarben in den Jahren 1771 und 1774 den Ort von Merode-Westerloo und Salm-Salm zurück. Auf einem Obertiefenbacher Feld fand 1795 im ersten Koalitionskrieg ein Gefecht zwischen Österreichern und Franzosen statt. Die Österreicher konnten die Franzosen zurückschlagen und quartierten sich eine geraume Zeit in Obertiefenbach ein. Im Laufe dieses Krieges gab es wechselnde Eroberungen im Gebiet an der Lahn, wobei der französische Divisionsgeneral François-Joseph Lefebvre mit weiteren drei Generälen in diesem Ort sein Hauptquartier aufschlug. Im Jahr 1796 wurde wegen der in der nächsten Umgebung tobenden Kämpfe in der Schule ein Lazarett eingerichtet. Für die Gemeinde Obertiefenbach entstand in den Jahren 1795 bis 1797 ein Kriegsschaden in Höhe von 36080 Gulden. Der Ort war ab 1806 Teil des Herzogtums Nassau, das 1866 von Preußen annektiert wurde. Am 1. November 1813 zogen die mit Preußen und Österreichern verbündeten russischen Truppen, die dem endgültigen Rückzug der Franzosen unter Napoleon folgten, in Obertiefenbach ein. Das 1816 aufgestellte Inventar des Dorfes berichtet von 41 ledernen und 100 aus Stroh gefertigten Gemeindeeimern, die im Kirchturm aufbewahrt wurden. Der Verlauf der Langen Meil wurde im Jahr 1816 auf die heutige, rund acht Kilometer nahezu vollkommen gerade, Straßenführung der Bundesstraße 49 zwischen Limburg und Obertiefenbach umgelegt. Dieses damals neu erstellte Teilstück wurde auf die Spitze des Kirchturms der Kirche St. Ägidius von Obertiefenbach ausgerichtet.
Ein laufender Brunnen wurde im Jahr 1820 als Viehtränke angelegt. Kirchenrechtlich gehört Obertiefenbach dem Bistum Limburg seit dessen Gründung am 23. November 1827 an. Am Weg nach Oberweyer wurde 1835 der heutige Friedhof angelegt. Aufgrund der Deutschen Revolution wurde im Jahr 1848 als Dorfoberhaupt erstmals ein Bürgermeister gewählt. Als Rathaus wurde 1849 das Gebäude an der Kirche, in dem heute eine Pizzeria ansässig ist, eingeweiht. Am Feldzug des Deutsch-Französischen Krieges 1870/71 nahmen 52 Männer aus dem Ort teil, wobei einer von ihnen fiel und fünf weitere verwundet wurden. In der ersten Hälfte des 19. Jahrhunderts bildeten die sechs Gemeinden Heckholzhausen, Obertiefenbach, Gaudernbach, Wirbelau, Eschenau und Schupbach einen Löschbezirk. Bei ausbrechendem Brand hatten sofort bestimmte Einwohner mit vier angeschirrten Pferden die in Schupbach stationierte Feuerspritze zu holen. Anfang des Jahres 1880 gründete sich die Freiwillige Feuerwehr Obertiefenbach. In der Folge bildete sie mit den beiden Freiwilligen Feuerwehren Weilburg und Braunfels den Löschbezirk Oberlahn im Feuerwehr-Verband für den Regierungsbezirk Wiesbaden, innerhalb dessen sie erstmals am 3. August 1890 in Obertiefenbach ihr Verbandsfest feierten. Das große Schulgebäude mit Schulhof entstand 1872/73 im Ortskern und das Pfarrhaus neben der Kirche im Jahr 1875. Die Kirche aus dem Jahr 1733 wurde wegen Baumängeln und aus Kapazitätsgründen 1884 abgetragen, jedoch blieb der Kirchturm erhalten. In den Jahren 1885 bis 1888 entstand die jetzige neugotische Kirche.

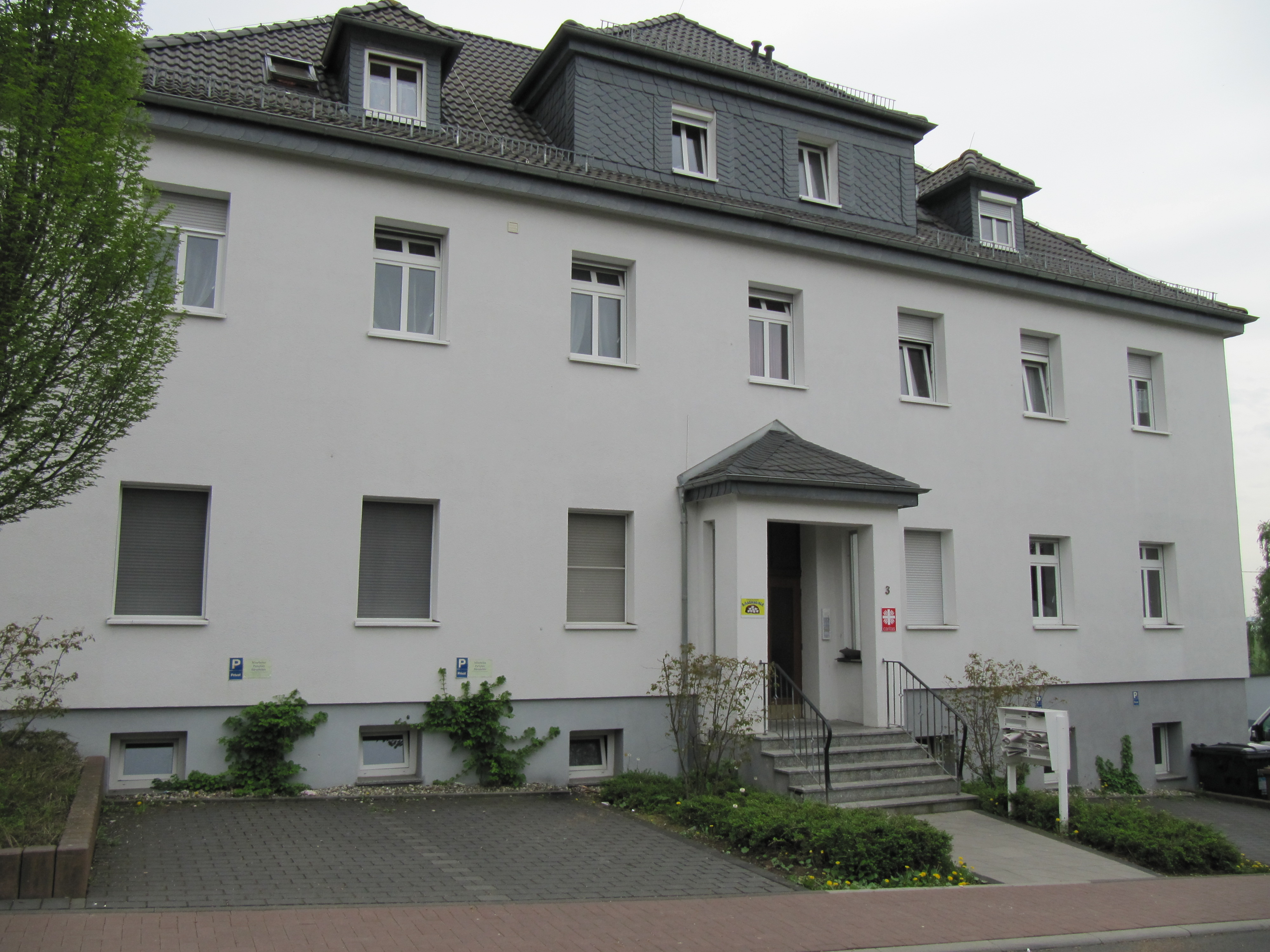
Ehemaliges Schwesternhaus im Auer Weg

Im Ersten Weltkrieg fielen 32 Männer aus Obertiefenbach. Am 6. September 1917 kamen die ersten Pallottinerinnen-Schwestern nach Obertiefenbach, die ab 3. Juni 1918 den ersten Kindergarten in der Bäckergasse unterhielten. Elektrische Lampen brannten ab dem 21. Juni 1923. Frühjahr 1927 folgte die erste Wasserversorgungsleitung, mit der knapp 800 Haushalte versorgt wurden. Die Einweihung des neu erbauten Schwesternhauses der Pallottinerinnen im Auer Weg geschah, nachdem die Grundsteinlegung am 14. Mai 1931 erfolgt war, am 15. August 1932. Die Fertigstellung des Feuerwehrhauses in der Georg-Wagner-Straße erfolgte im Frühjahr 1935.
Obertiefenbach hatte im Zweiten Weltkrieg viele Opfer zu beklagen. 56 Soldaten fielen und 36 blieben vermisst.
Am 20. Juni 1945 wurde Alois Borbonus von der US-amerikanischen Besatzungsmacht als Bürgermeister eingesetzt und später von der Gemeindevertretung gewählt. Im Jahr 1946 brachte die Gemeinde Obertiefenbach annähernd 500 Heimatvertriebene, vorwiegend aus dem Sudetenland unter, so dass die Einwohnerzahl auf 1707 im Jahr 1961 stieg. Alfred Roth wurde 1962 erstmals als Bürgermeister gewählt. Er war bis 1986 im Amt und wurde nach dem Zusammenschluss im Mai 1971 Bürgermeister der neu entstandenen Gemeinde Beselich.

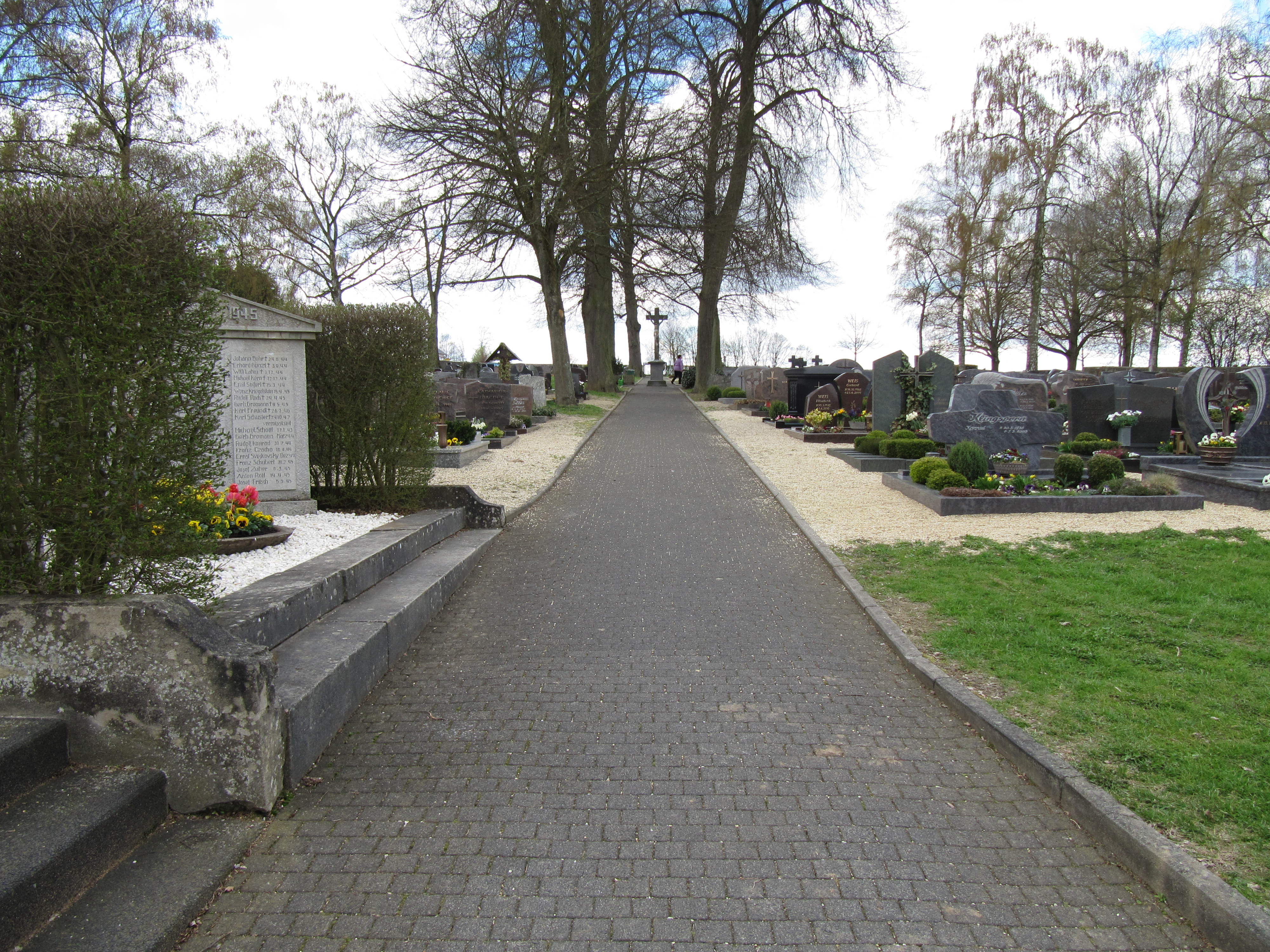
Obertiefenbacher Friedhof

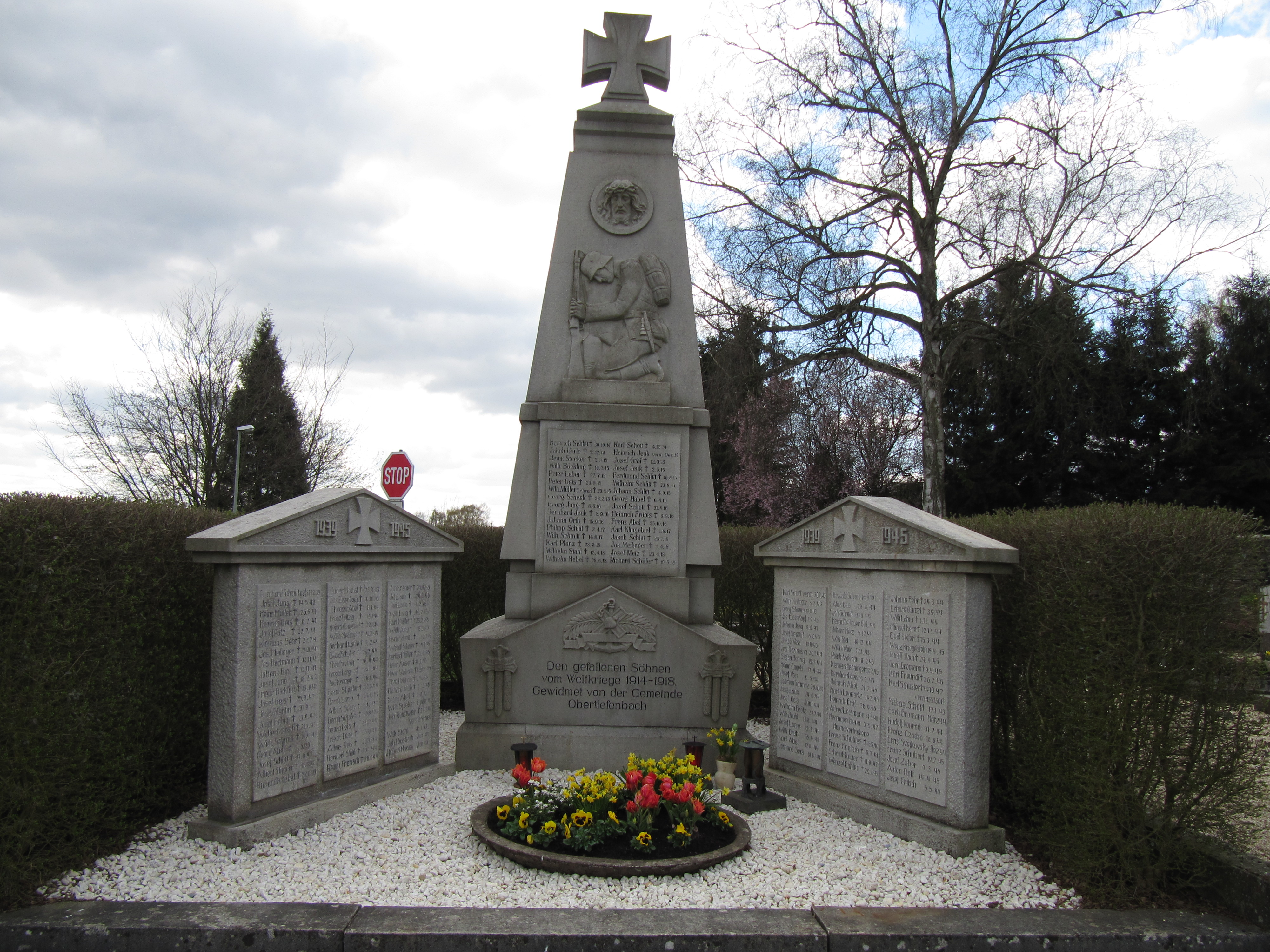
Kriegerdenkmal auf dem Friedhof

Der erste Obertiefenbacher Fastnachtsumzug fand am Fastnachtssonntag 1958 statt. Die dörfliche Infrastruktur wurde in den folgenden Jahren erweitert. Im Jahr 1963 wurde die Kläranlage in Betrieb genommen und der neue Sportplatz zu Pfingsten eingeweiht, 1964 die Mehrzweckhalle und 1968 die Friedhofshalle eingeweiht. Georg Leber wurde im Juni 1969 Ehrenbürger von Obertiefenbach ernannt.
Obertiefenbach als Ortsteil von Beselich
Die Gemeinde Obertiefenbach fusionierte am 31. Dezember 1970 im Zuge der Gebietsreform in Hessen mit den bis dahin selbstständigen Gemeinden Heckholzhausen, Niedertiefenbach und Schupbach (alle im ehemaligen Oberlahnkreis) freiwillig zur Gemeinde Beselich. Namensgeber war das Kloster Beselich. Ortsbezirke nach der Hessischen Gemeindeordnung wurden nicht errichtet.
Am 1. Juli 1974 wurde Obertiefenbach als Ortsteil Beselichs durch die Zusammenfassung des Oberlahnkreises mit dem Kreis Limburg dem neuen Landkreis Limburg-Weilburg zugeordnet.

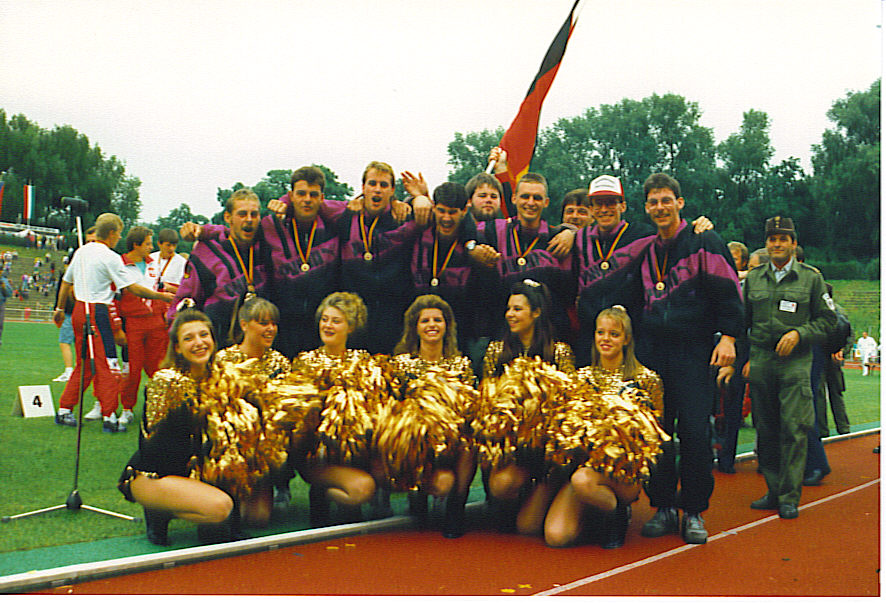
X. Internationale Feuerwehrsportwettkämpfe 1993 in Berlin, Sieger in der Disziplin Löschangriff – FF Beselich-Obertiefenbach

Zwischen Obertiefenbach und Heckholzhausen wurde im Jahr 1975 die Kreisabfalldeponie eingerichtet, auf welcher am 3. Juli 1989 die Main-Kraftwerke AG ein Deponiegas-Kraftwerk in Betrieb nahm. Die ehemaligen Kreisfeuerwehrverbände Limburg und Oberlahn schlossen sich am 20. September 1975 in Obertiefenbach zum Kreisfeuerwehrverband Limburg-Weilburg zusammen.

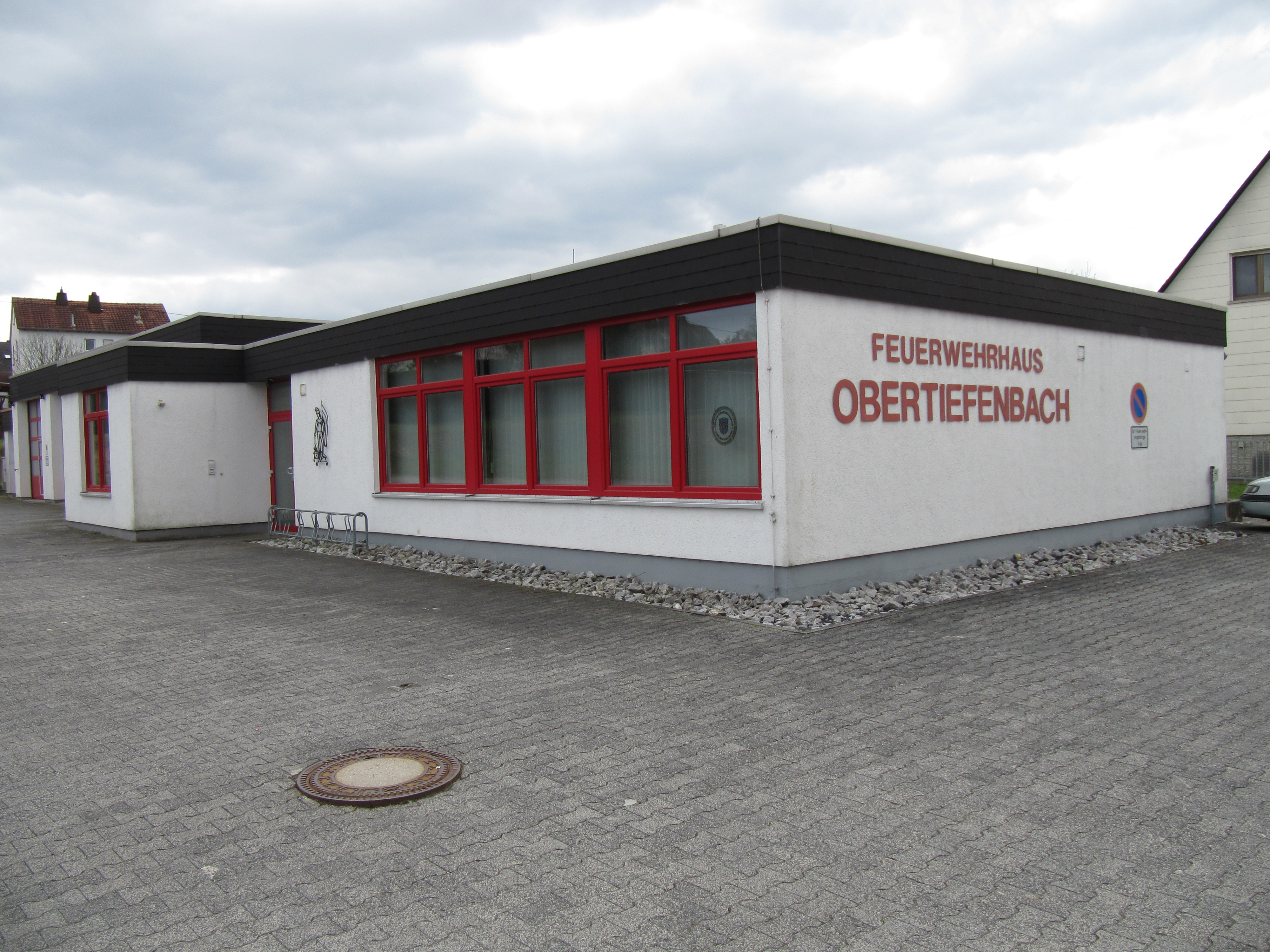
Feuerwehrhaus am Kies

Die Einweihung des neugebauten Feuerwehrhauses am Kies erfolgte am 23. September 1977. Der erstmalige Anschluss ans Erdgasnetz war am 8. Oktober 1977. Pfarrer Hermann-Josef Heyer wurde nach 30 Dienstjahren im August 1981 verabschiedet. Die neue Grundschule Beselich in Obertiefenbach wurde am 15. September 1983 eingeweiht. Die „Alte Schule“ wird daraufhin unter Denkmalschutz gestellt. Hans-Peter Wahl wurde 1986 erstmals zum Bürgermeister der Gemeinde Beselich gewählt. Am 19. Dezember 1990 wurde die neu erbaute Sporthalle eingeweiht, die am 12. Dezember 2015 den Namen „Georg-Leber-Halle“ erhielt. Die Pallottinerinnen-Ordensschwestern verließen nach 75 Jahren Tätigkeit am 31. März 1992 das Schwesternhaus im Auer Weg.
Die Sportwettkampfmannschaft der Freiwilligen Feuerwehr Obertiefenbach wurde im Juli 1993 bei den X. Internationalen Feuerwehrwettkämpfen des Feuerwehrweltverbandes CTIF in Berlin Weltmeister in der Disziplin Löschangriff. Die Wettkämpfer erhielten in der Siegerehrung die Internationale Feuerwehrsportwettkampfmedaille in Gold.

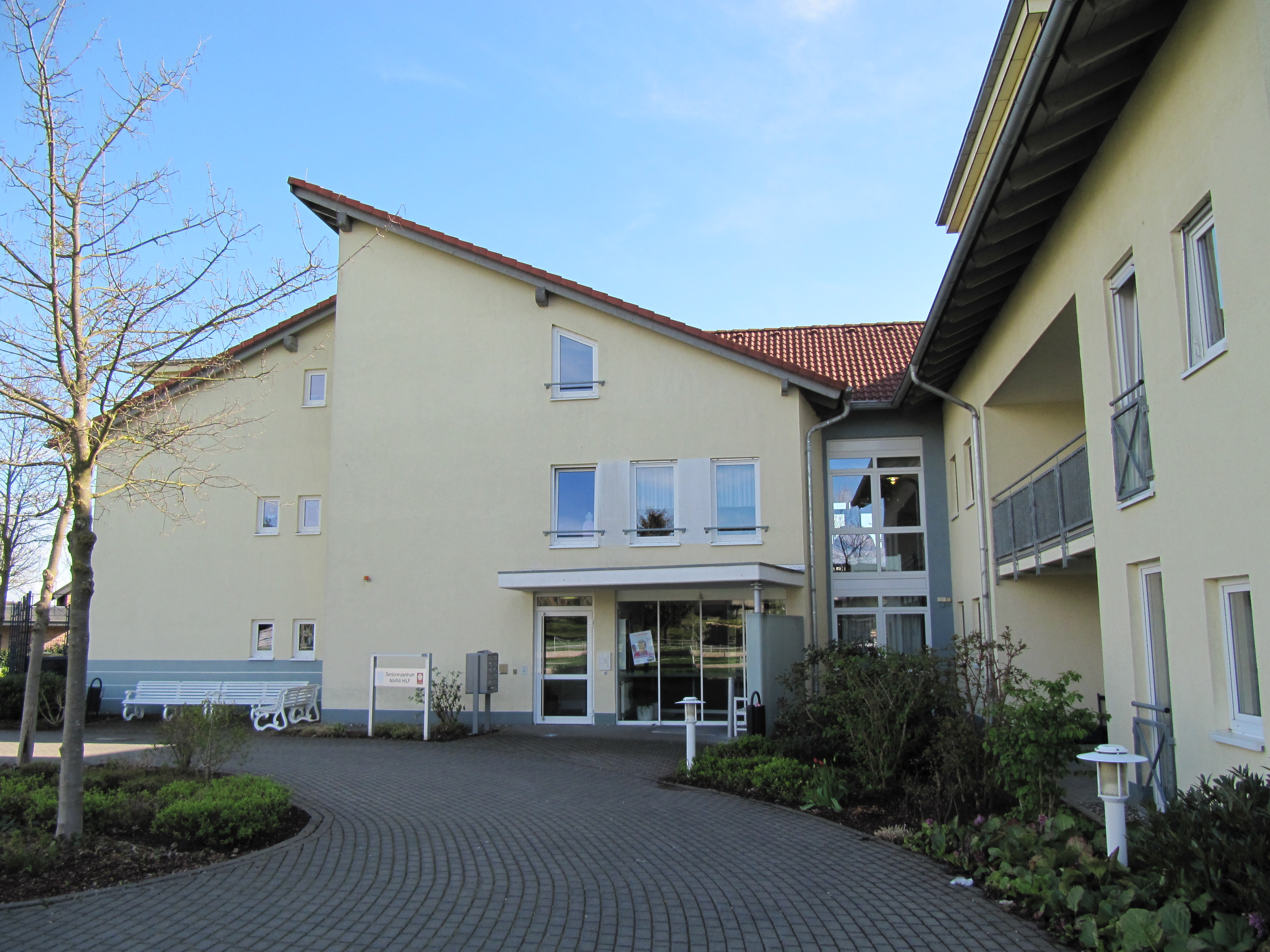
Seniorenzentrum „Maria Hilf“ im Auer Weg

In der Au entstand im Mai 2000 das Seniorenzentrum „Maria Hilf“. Im selben Jahr wurde die bisherige Mehrzweckhalle nach umfangreichen Umbaumaßnahmen zum Bürgerhaus umgewidmet sowie die Ausrichtung der Obertiefenbacher Kirmes von Anfang Oktober auf den ersten Sonntag im September verlegt. Am 8. Oktober 2003 wurde die Teilortsumgehung Richtung Schupbach und eine Brücke über die Bundesstraße 49 eingeweiht. Im Jahr 2004 entstand das neue Investzentrum an der Bundesstraße 49.

### Verwaltungsgeschichte im Überblick
Die folgende Liste zeigt die Staaten bzw. Herrschaftsgebiete und deren untergeordnete Verwaltungseinheiten, in denen Obertiefenbach lag:
- 1649: Heiliges Römisches Reich, Grafschaft Nassau-Hadamar
- ab 1775: Heiliges Römisches Reich, Grafschaft (seit 1791 Fürstentum) zu Wied-Runkel, Amt oder Herrschaft Runkel
- 1806–1813: Großherzogtum Berg, Département Sieg, Arrondissement Dillenburg, Kanton Runkel (ab 1811 Kanton Hadamar)
- 1813–1815: Fürstentum Nassau-Oranien, Amt Runkel
- ab 1816: Herzogtum Nassau, Amt Runkel
- ab 1849: Herzogtum Nassau, Kreisamt Limburg
- ab 1854: Herzogtum Nassau, Amt Runkel
- ab 1867: Norddeutscher Bund[Anm. 1], Königreich Preußen, Provinz Hessen-Nassau, Regierungsbezirk Wiesbaden, Oberlahnkreis
- ab 1871: Deutsches Reich, Königreich Preußen, Provinz Hessen-Nassau, Regierungsbezirk Wiesbaden, Oberlahnkreis
- ab 1918: Deutsches Reich, Freistaat Preußen, Provinz Hessen-Nassau, Regierungsbezirk Wiesbaden, Oberlahnkreis
- ab 1944: Deutsches Reich, Freistaat Preußen, Provinz Nassau, Oberlahnkreis
- ab 1945: Amerikanische Besatzungszone, Groß-Hessen, Regierungsbezirk Wiesbaden, Oberlahnkreis
- ab 1946: Amerikanische Besatzungszone, Land Hessen, Regierungsbezirk Wiesbaden, Oberlahnkreis
- ab 1949: Bundesrepublik Deutschland, Land Hessen, Regierungsbezirk Wiesbaden, Oberlahnkreis
- ab 1968: Bundesrepublik Deutschland, Land Hessen, Regierungsbezirk Darmstadt, Oberlahnkreis
- ab 1971: Bundesrepublik Deutschland, Land Hessen, Regierungsbezirk Darmstadt, Oberlahnkreis, Gemeinde Beselich[Anm. 2]
- ab 1974: Bundesrepublik Deutschland, Land Hessen, Regierungsbezirk Darmstadt, Landkreis Limburg-Weilburg, Gemeinde Beselich
- ab 1981: Bundesrepublik Deutschland, Land Hessen, Regierungsbezirk Gießen, Landkreis Limburg-Weilburg, Gemeinde Beselich

### Einwohnerentwicklung
| • 1500  | 100 Familien |
| • 1604: | 53 Familien  |
| • 1617: | 77 Familien  |
| • 1642: | 14 Familien  |
| • 1648: | 13 Familien  |
| • 1679: | 35 Familien  |
| • 1711: | 64 Familien  |

| Obertiefenbach: Einwohnerzahlen von 1834 bis 2020 | Obertiefenbach: Einwohnerzahlen von 1834 bis 2020 | Obertiefenbach: Einwohnerzahlen von 1834 bis 2020 | Obertiefenbach: Einwohnerzahlen von 1834 bis 2020 | Obertiefenbach: Einwohnerzahlen von 1834 bis 2020 |
| --- | ------------------------------------------------- | ------------------------------------------------- | ------------------------------------------------- | ------------------------------------------------- |
| Jahr |                                                   |                                                   |                                                   | Einwohner                                         |
| 1834 | 1834                                              |                                                   | 1.059                                             | 1.059                                             |
| 1840 | 1840                                              |                                                   | 1.171                                             | 1.171                                             |
| 1846 | 1846                                              |                                                   | 1.272                                             | 1.272                                             |
| 1852 | 1852                                              |                                                   | 1.410                                             | 1.410                                             |
| 1858 | 1858                                              |                                                   | 1.446                                             | 1.446                                             |
| 1864 | 1864                                              |                                                   | 1.457                                             | 1.457                                             |
| 1871 | 1871                                              |                                                   | 1.489                                             | 1.489                                             |
| 1875 | 1875                                              |                                                   | 1.463                                             | 1.463                                             |
| 1885 | 1885                                              |                                                   | 1.579                                             | 1.579                                             |
| 1895 | 1895                                              |                                                   | 1.319                                             | 1.319                                             |
| 1905 | 1905                                              |                                                   | 1.307                                             | 1.307                                             |
| 1910 | 1910                                              |                                                   | 1.260                                             | 1.260                                             |
| 1925 | 1925                                              |                                                   | 1.328                                             | 1.328                                             |
| 1939 | 1939                                              |                                                   | 1.348                                             | 1.348                                             |
| 1946 | 1946                                              |                                                   | 1.810                                             | 1.810                                             |
| 1950 | 1950                                              |                                                   | 1.735                                             | 1.735                                             |
| 1956 | 1956                                              |                                                   | 1.711                                             | 1.711                                             |
| 1961 | 1961                                              |                                                   | 1.707                                             | 1.707                                             |
| 1967 | 1967                                              |                                                   | 1.625                                             | 1.625                                             |
| 1970 | 1970                                              |                                                   | 2.017                                             | 2.017                                             |
| 1975 | 1975                                              |                                                   | 2.079                                             | 2.079                                             |
| 1980 | 1980                                              |                                                   | ?                                                 | ?                                                 |
| 1990 | 1990                                              |                                                   | ?                                                 | ?                                                 |
| 2000 | 2000                                              |                                                   | 2.419                                             | 2.419                                             |
| 2006 | 2006                                              |                                                   | 2.451                                             | 2.451                                             |
| 2010 | 2010                                              |                                                   | 2.403                                             | 2.403                                             |
| 2011 | 2011                                              |                                                   | 2.304                                             | 2.304                                             |
| 2015 | 2015                                              |                                                   | 2.403                                             | 2.403                                             |
| 2020 | 2020                                              |                                                   | 2.602                                             | 2.602                                             |
| Datenquelle: Historisches Gemeindeverzeichnis für Hessen: Die Bevölkerung der Gemeinden 1834 bis 1967. Wiesbaden: Hessisches Statistisches Landesamt, 1968. Weitere Quellen: LAGIS; Zensus 2011 |                                                   |                                                   |                                                   |                                                   |

### Ehemalige Ortsoberhäupter
Heimberger:

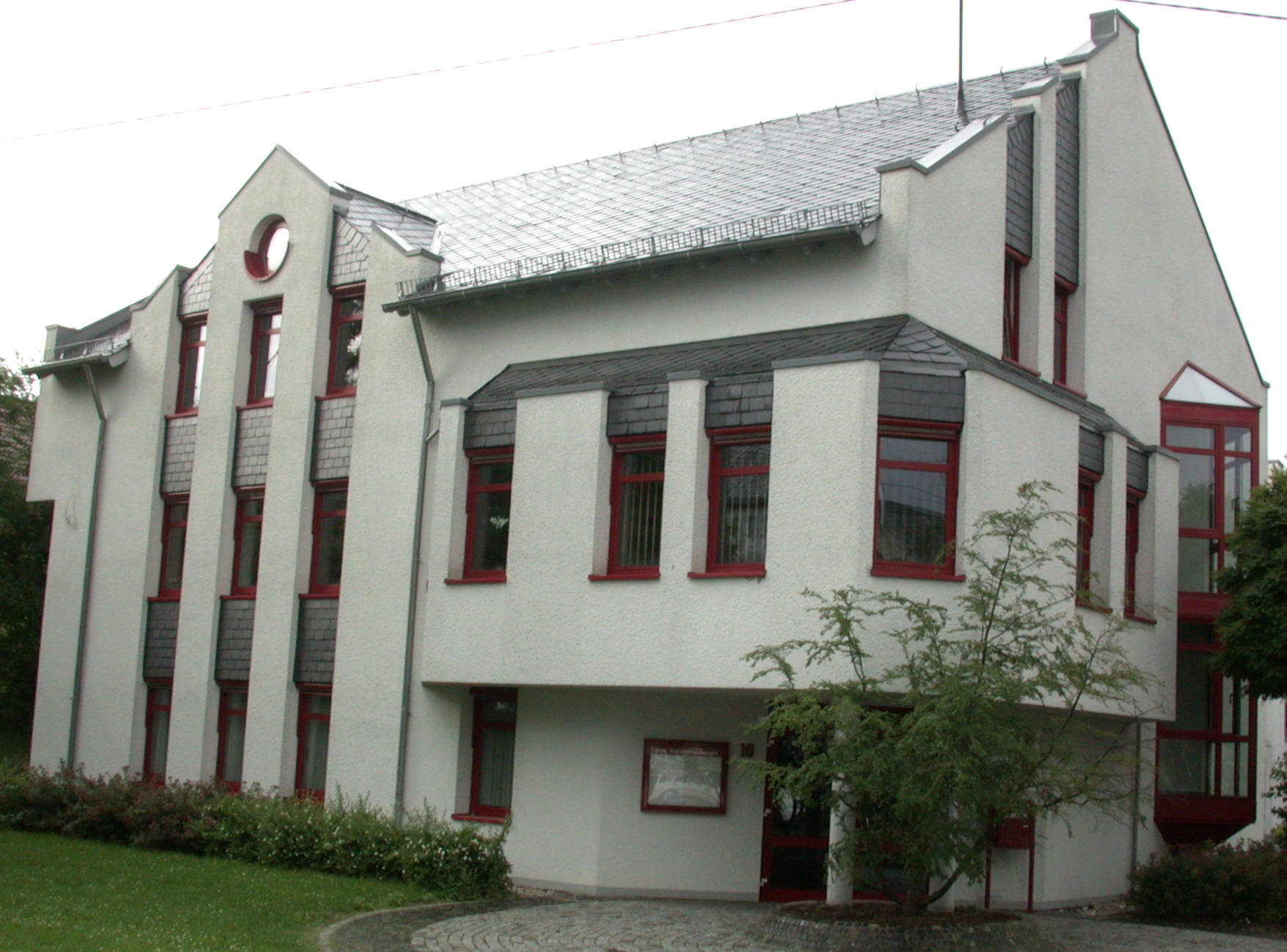
Rathaus der Gemeinde Beselich in Obertiefenbach

- Löw, Heinrich (vor dem Dreißigjährigen Krieg)
- Meilinger, Johannes (während des Dreißigjährigen Krieges)
- Schmitt, Jacob (1712)
- Daub, Johann Wilhelm (1721–1727)
- Weiß, Franz (1733)
- Jung, Wilhelm (1739–1740)
- Horn, Hans Peter (1748–1771)
- Abel, Johannes (1771–1786)
- Heun, Franz (um die Wende des 18. Jahrhunderts)

Schultheißen:
- Wagner, Johann Wilhelm (vor dem Siebenjährigen Krieg bis 1786)
- Abel, Johannes (1786–1816)
- Höchst, Johannes sen. (1816–1827)
- Höchst, Johannes jun. (1827–1848)

Bürgermeister:
- Gräf, Joseph (1848–1861)
- Schmitt, Johannes (1861–1891)
- Wagner, Wilhelm (1891–1908)
- Schlitt, Heinrich (1908–1923)
- Becher, Joseph (1923–1945)
- Borbonus, Alois (1945–1962)
- Roth, Alfred (1963–1986), ab 1971 – Gemeinde Beselich
- Wahl, Hans-Peter (1986–1998 – Gemeinde Beselich)
- Rudersdorf, Martin (1998–2010 – Gemeinde Beselich)
- Müller, Kai (2010–2013 – Gemeinde Beselich)
- Franz, Michael (seit 7. April 2014 – Gemeinde Beselich)

## Religionen
Obertiefenbach ist durch den römisch-katholischen Glauben geprägt, beheimatet aber auch andere Konfessions- und Glaubensrichtungen.

## Kultur und Sehenswürdigkeiten

### Vereine
- Männergesangverein „Eintracht-Liederkranz“ 1874 e. V. Obertiefenbach
- Freiwillige Feuerwehr Beselich-Obertiefenbach e. V., gegr. 1880 mit Jugendfeuerwehr ab 26. Februar 1972 und Kinderfeuerwehr ab 9. November 2008
- Turn- und Sportverein Obertiefenbach 1912 e. V.
- Sängerchor „Frohsinn“ 1925 e. V. Obertiefenbach
- Kirchenchor „St. Ägidius“ Obertiefenbach, gegr. 1940
- Brieftaubenzuchtverein „Heimatliebe“ Obertiefenbach, gegr. 1955
- Kath. Männerwerk Obertiefenbache. V., gegr. 27. Oktober 1959, mit Obertiefenbacher Heimatstube seit 14. März 1998
- Verschönerungsverein Obertiefenbach e. V., gegr. 1960
- Kleintierzuchtverein H 198 e. V. Obertiefenbach, gegr. 1962
- Musikverein e. V. Obertiefenbach, gegr. 1966
- Tennisclub Beselich e. V., gegr. 1979
- Beselicher Hundesportclub 1987 e. V. Obertiefenbach
- Schützenverein 1994 Beselich e. V.
- Förderverein Grundschule Beselich e. V., gegr. 2001
- Reitsportclub Obertiefenbach e. V.
- Förderverein Kindertagesstätte St. Ägidius Obertiefenbach, gegr. 2012
- Fastnachtsgemeinschaft Obertiefenbach e. V., gegr. 10. November 2013, mit Fastnachtsgarde (gegr. 1995)
- Hilfsverein ELIKIA-KONGO e. V., gegr. 3. November 2015
- Deifemoch e. V., gegr. 19. Juni 2020
- Kath. Frauengemeinschaft Obertiefenbach, gegr. 1945
- VdK-Ortsgruppe Obertiefenbach, gegr. 1948

### Stiftung
- Rechtsfähige kirchliche Stiftung Wallfahrtskapelle Maria Hilf Beselich, mit Wirkung vom 23. Oktober 2012 staatlich anerkannt

### Regelmäßige Veranstaltungen

#### Obertiefenbacher Kirmes
Die Obertiefenbacher Kirmes findet jedes Jahr am ersten Septemberwochenende statt. Sie ist das Kirchweihfest der Obertiefenbacher Pfarrkirche „St. Ägidius“. Die Kirmes beginnt am Samstagmittag, wenn die Kirmesburschen traditionell auf dem Tanzplatz vor dem Rathaus den Kirmesbaum stellen. Dabei ist für das leibliche Wohl gesorgt, und ein Blasmusikorchester spielt heimatliche Stimmungsmusik. Anschließend öffnen die Schausteller auf dem Kirmesplatz ihre Buden und Fahrgeschäfte. Samstagabends findet im Bürgerhaus eine stimmungsvolle musikalische Veranstaltung statt. Am Sonntagmorgen wird dann zusammen mit den Kirmesburschen in der Pfarrkirche der Festgottesdienst gefeiert. Nachmittags holen die Kirmesburschen ihre Kirmesmädchen zum Tanz um den Kirmesbaum beim Vortänzer ab. Der Kirmesmontag beginnt mit dem traditionellen großen Frühschoppen in allen Gaststätten, nachmittags zieht die Kirmesgesellschaft mit Musik durch den Ort. Montagabends werden die Kirmesburschen bei der Abschlussveranstaltung im Bürgerhaus nach einer großen Tombola von ihren Nachfolgern „rausgeschmissen“.

#### Obertiefenbacher Fastnacht
Die Obertiefenbacher Fastnacht hat eine lange Tradition. Dies gilt insbesondere für den traditionellen jährlichen Fastnachtsumzug. Dieser Zug zieht seit dem Jahr 1958 jährlich am Fastnachtssonntag durch die Fastnachtshochburg. Damit veranstaltet die Obertiefenbacher Fastnachtsgemeinschaft mit ihren Ortsvereinen mit viel Engagement und hohem Aufwand kreisweit den ältesten jährlich stattfindenden seiner Art, der inzwischen über die Kreisgrenzen hinaus bekannt ist.

#### Weitere große Veranstaltungen
Weitere jährliche Highlights in Obertiefenbach sind das große Weinfest der Freiwilligen Feuerwehr am ersten Samstag im August, das Oktoberfest des Musikvereins am ersten Oktoberwochenende, das Frühjahrskonzert des MGV Eintracht-Liederkranz und das Chorkonzert des Sängerchors Frohsinn im November.

### Bauwerke

#### Katholische Pfarrkirche St. Ägidius
In der Zeit um das Jahr 1200 wurde bereits ein erstes aus Stein erbautes Gotteshaus errichtet. Die im Jahr 1733 auf dem Kirchberg erbaute Barockkirche wurde 1884 wegen Baumängeln und aus Kapazitätsgründen niedergelegt und in den Jahren 1885 bis 1888 durch den Neubau der jetzigen neugotischen Kirche ersetzt, die am 1. September 1888 eingeweiht wurde. Architekt war Max Meckel, Diözesanbaumeister des Bistums Limburg von 1887 bis 1892. Dabei blieb nur der im Kern romanische Kirchturm bestehen, der nach einem Brand infolge Blitzschlags 1899 eine neugotische Helmkrone erhielt. Das Kirchenschiff wurde um 90 Grad gedreht. Die Kirche ist dem heiligen Ägidius geweiht und gehörte zur Kath. Kirchengemeinde St. Ägidius und seit Jahresanfang 2020 gehört sie zur Kirchengemeinde St. Johannes Nepomuk Hadamar. Das direkt neben der Kirche befindliche Pfarrhaus wurde im Jahr 1875 neu erbaut.

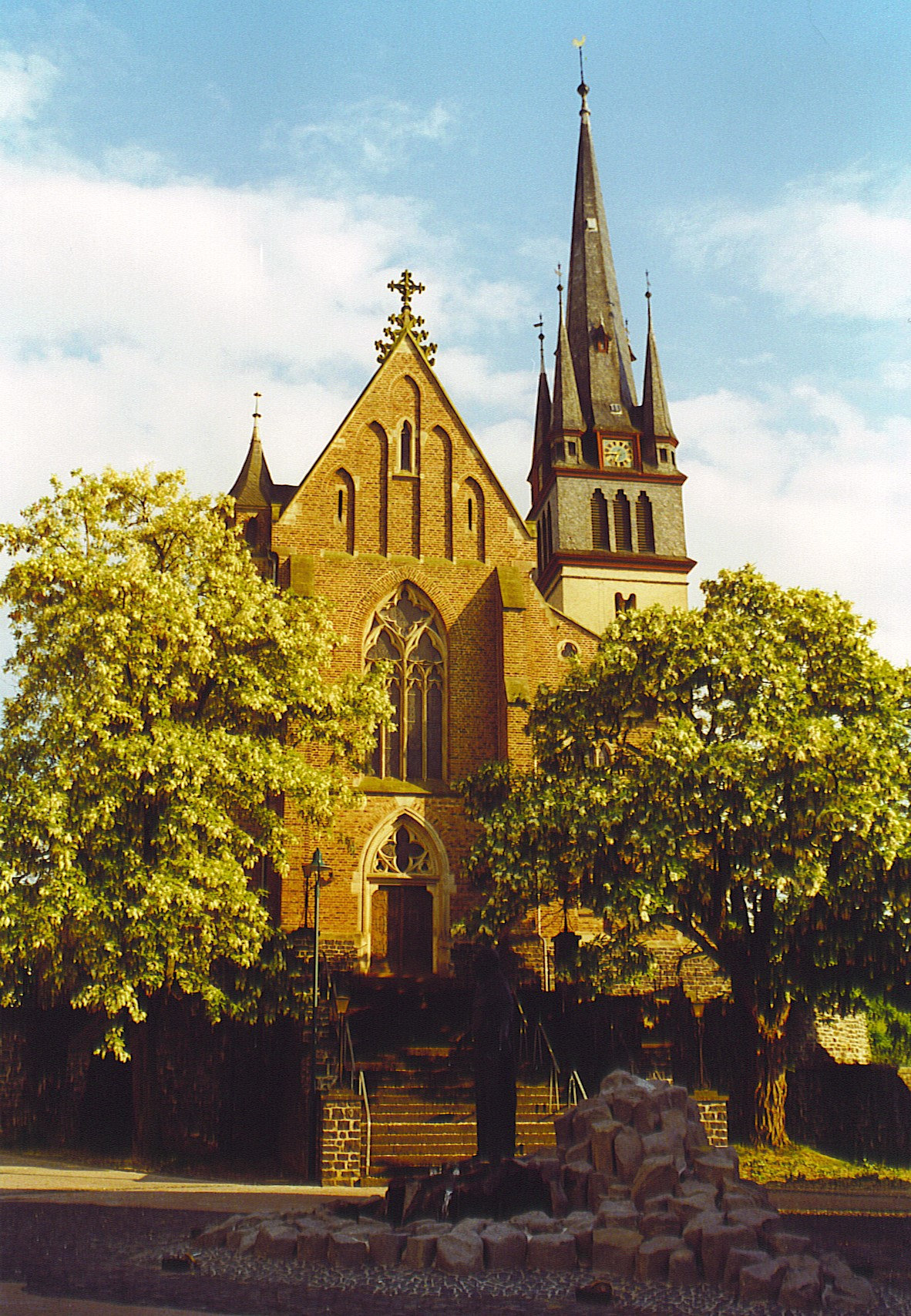
Kath. Pfarrkirche „St. Ägidius“ zu Obertiefenbach
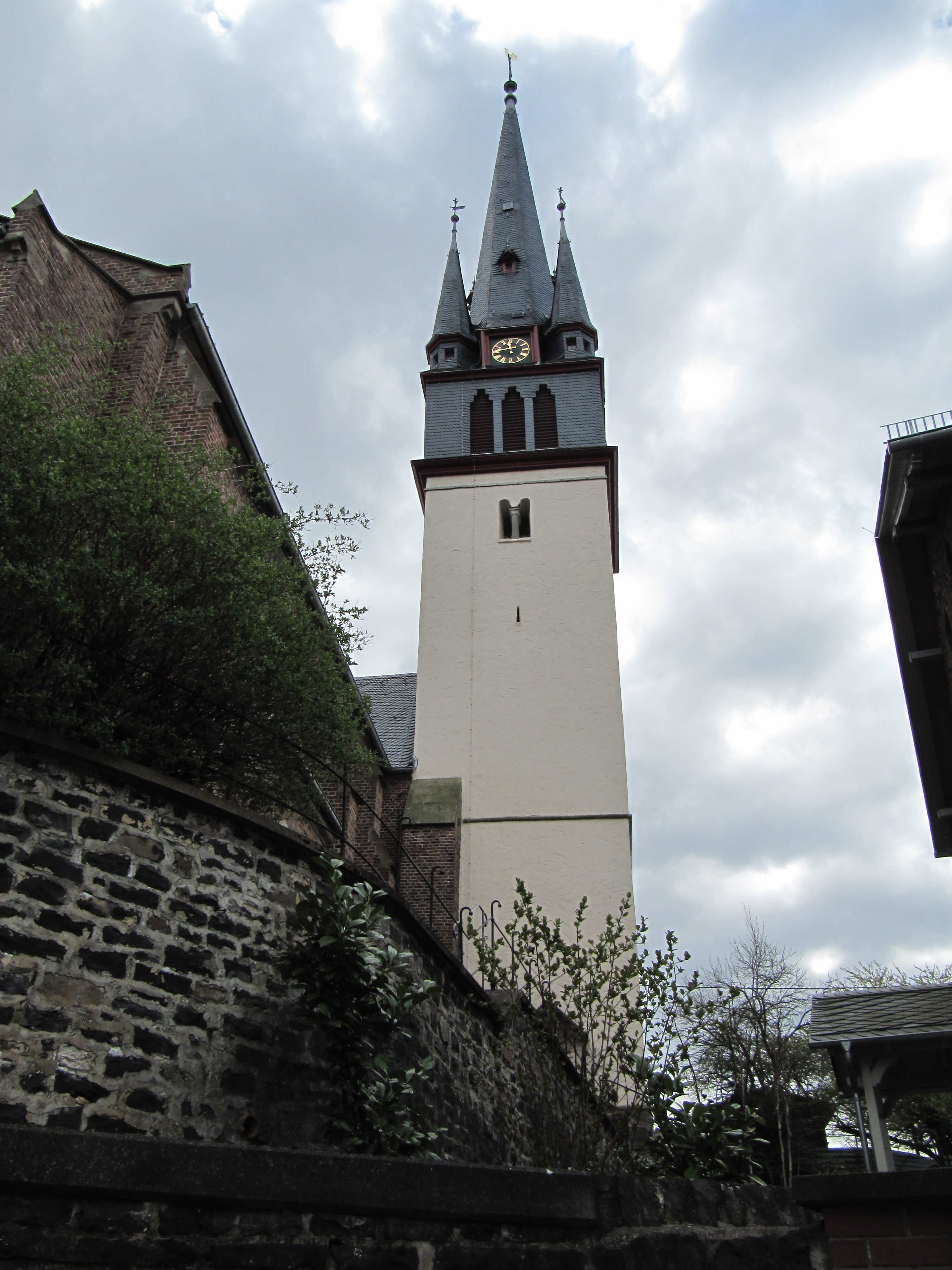
Kirchturm der Pfarrkirche
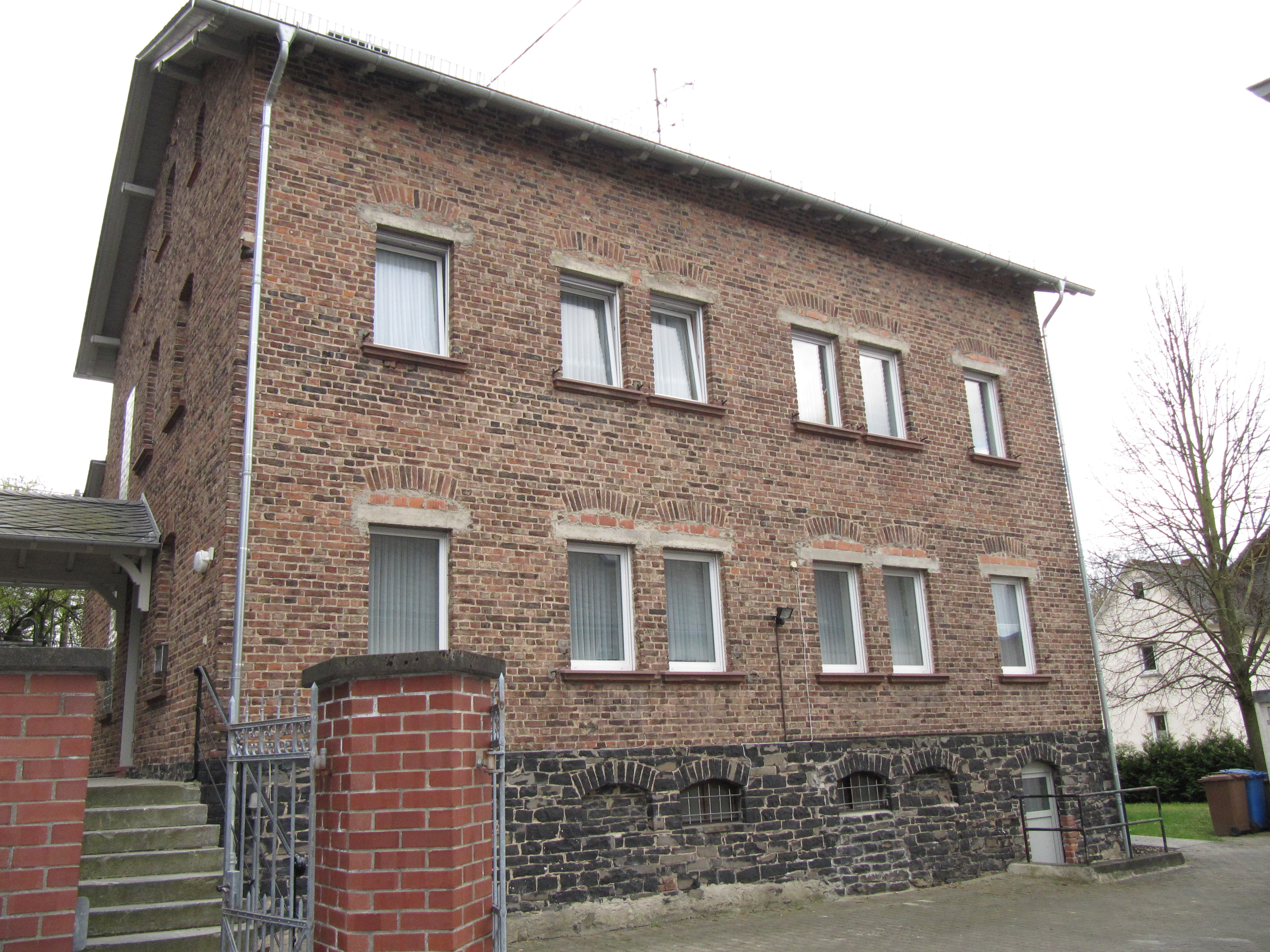
Pfarrhaus neben der Kirche

#### Alte Schule

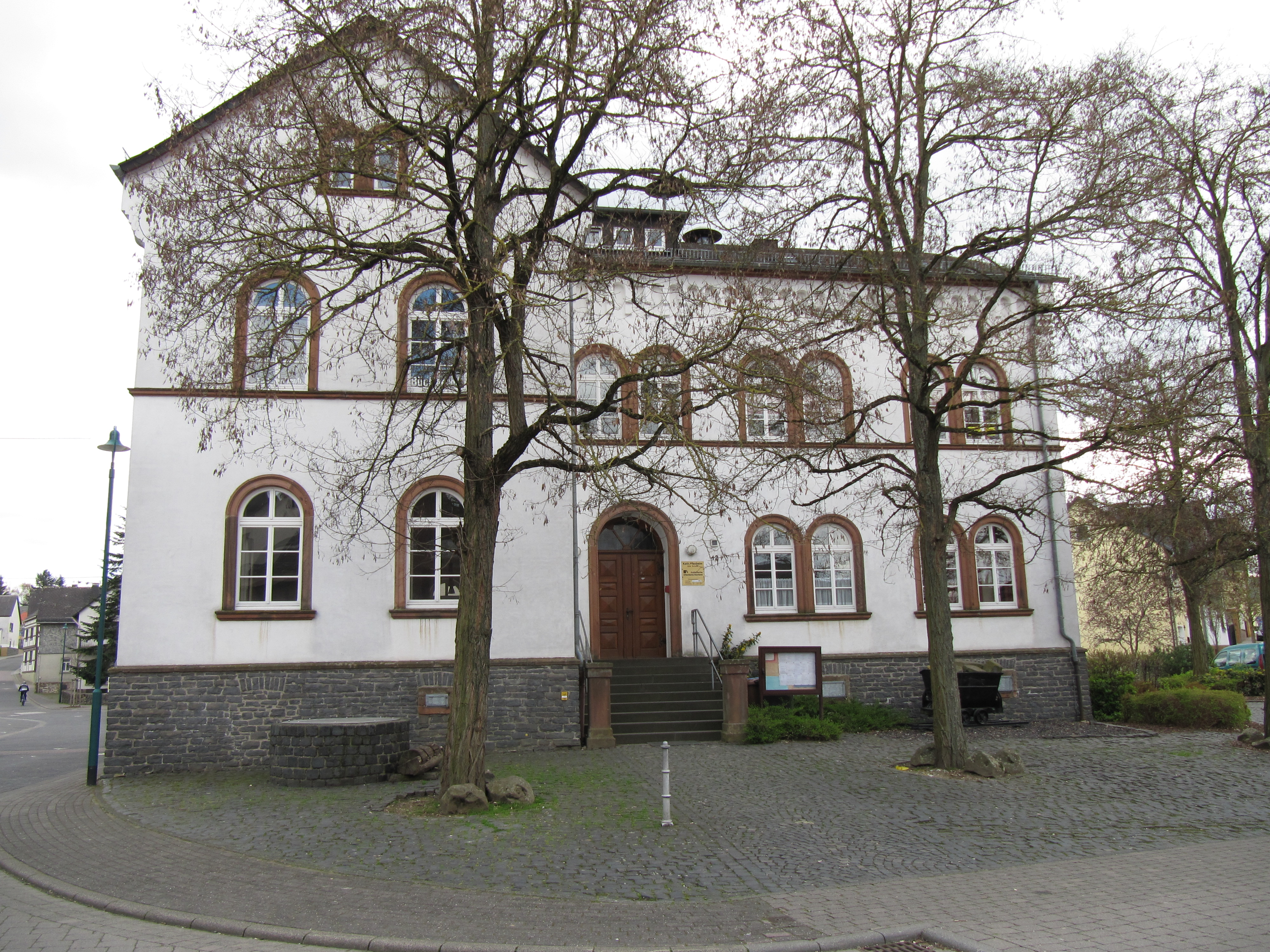
Pfarrheim „Alte Schule“

Das alte denkmalgeschützte Schulgebäude wurde 1872/73 im Ortskern erbaut und am 15. Oktober 1873 der Bestimmung übergeben. Mit Ablauf des Schuljahrs 1982/83 endete der Schulbetrieb in der Ortsmitte am 22. Juni 1983. Die Obertiefenbacher Schulkinder bezogen am 4. August 1983 mit den übrigen Beselicher Schülern die neu erbaute Grundschule Beselich in der Schupbacher Straße. Die Kath. Kirchengemeinde St. Ägidius konnte das Gebäude von der Gemeinde Beselich am 3. Oktober 1985 erwerben. Während der umfangreichen ehrenamtlichen Umbau- und Renovierungsmaßnahmen wurden beim Entfernen der Wandtäfelung in einem Klassenraum alte Schriftstücke und weitere Gegenstände gefunden. In einer Urkunde hatten sieben Schuljungen ihr Bekenntnis als treue Anhänger der katholischen Kirche und ihres Bischofs Peter Joseph Blum in der Zeit des Kulturkampfes am 16. Juni 1874 festgehalten und darüber hinaus weitere Schriftstücke hinterlassen. Diese historischen Dokumente der Schüler geben dem Schulgebäude eine unverwechselbare geschichtliche Bedeutung. Nunmehr wird das Kulturdenkmal als Pfarrheim für verschiedene kirchliche Gruppen genutzt. In diesem Gebäude werden die katholische öffentliche Bücherei und vom katholischen Männerwerk seit 14. März 1998 die Obertiefenbacher Heimatstube betrieben.

#### Katholische Wallfahrtskapelle „Maria Hilf“

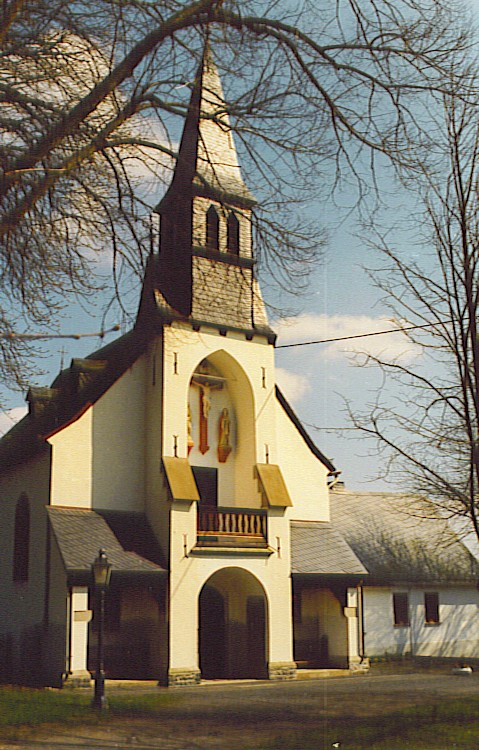
Kath. Wallfahrtskapelle „Maria Hilf“ zu Beselich

Die Kapelle „Maria Hilf“ liegt auf dem Beselicher Kopf. Diese Wallfahrtskapelle zu Ehren der 14 Nothelfer verdankt ihren Ursprung der Initiative eines Franziskaner-Eremiten, des Ordensbruders Leonhard (bürgerlicher Name: Georg Niederstraßen). Er wurde 1709 geboren und baute nach einem ausgedehnten Wanderleben von 1763 bis 1767 hier an der Stätte des ehemaligen Klosters Beselich mit Hilfe der Bevölkerung die Marienkapelle und eine Eremitage, die am 8. September 1767 eingeweiht wurden. Die Kapelle wurde im Jahr 2002 durch Spenden der Bevölkerung und mit Unterstützung des Bistums Limburg innen renoviert und größtenteils im ursprünglichen Zustand wieder hergestellt. Eine Neueindeckung des Kirchendaches erfolgt im Frühjahr 2013. Heute ist die Marienkapelle täglich das Ziel vieler Pilger und Beter. In den Monaten Mai bis Oktober finden an jedem Freitag um 18:30 Uhr eine Eucharistiefeier und an den Sonntagen um 17:00 Uhr eine Marienandacht mit Predigt und sakramentalem Segen statt. Zum Gebet ist die Kapelle ganzjährig geöffnet. Auf dem Weg von Obertiefenbach bis zur Wallfahrtskapelle stehen sieben Kapellchen zum Gedächtnis der Sieben Schmerzen Mariens.
Mit Wirkung vom 23. Oktober 2012 erkennt das Regierungspräsidium Gießen die rechtsfähige kirchliche Stiftung für die Wallfahrtskapelle „Maria Hilf“ in Beselich an, nachdem das Bischöfliche Ordinariat Limburg die Genehmigung zur Errichtung erteilt hat. Damit soll die Unterhaltung der Kapelle dauerhaft gesichert werden.
Das große Jubiläumsfest zum 250-jährigen Bestehen der Kapelle fand im September 2017 unter Mitwirkung des Limburger Bischofs Georg Bätzing und mehr als eintausend Besuchern statt.

#### Klosterruine Beselich
Auf dem Beselicher Kopf befindet sich die restaurierte Ruine der Basilika eines ehemaligen Prämonstratenserinnen-Klosters, dessen Gründung 1163 vom Trierer Erzbischof Hillin von Fallemanien bestätigt wurde, nachdem zuvor bereits der Priester Gottfried von Beselich dort eine kleine Kirche nebst einem zehntfreien Hof errichtet hatte. Kurz nach der Klostergründung wurde die Kirche errichtet, deren Reste heute noch zu sehen sind. Bei ihr handelte es sich um eine dreischiffige romanische Basilika ohne Querschiff. Alle drei Kirchenschiffe waren von nach Osten ausgerichteten Apsiden abgeschlossen und mit jeweils fünf Säulen voneinander getrennt. Die gesamte Basilika war 37 Meter lang und 18 Meter breit.

#### Klopfsteinmühle

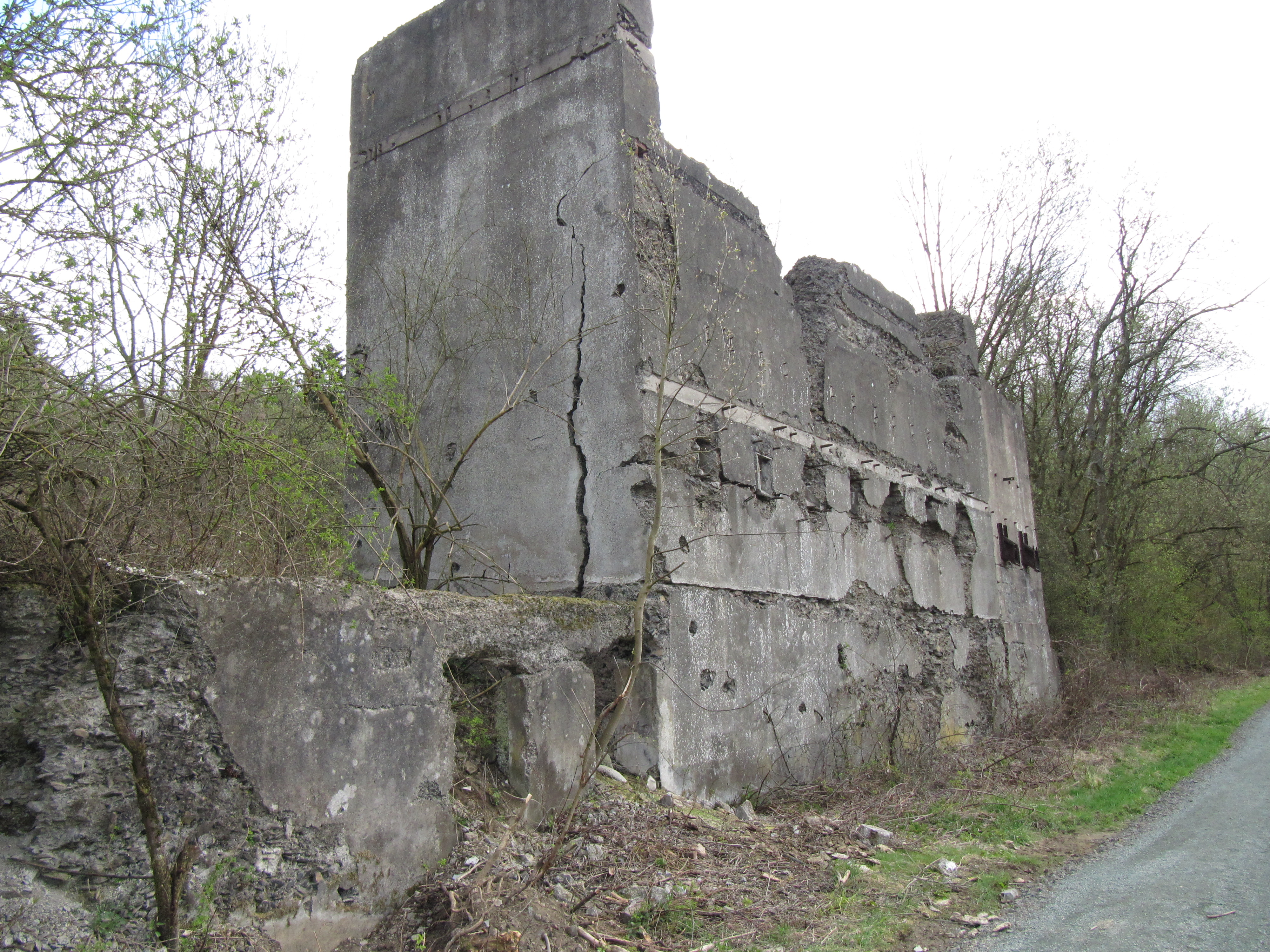
Die Ruine der Klopfsteinmühle am Beselicher Kopf

Die Klopfsteinmühle (Basalt-Steinbrecher) wurde im Jahr 1912 zur Verarbeitung von in umliegenden Steinbrüchen abgebauten Basalt im Wald am Beselicher Kopf mit Gleisanschluss an die Kerkerbachbahn errichtet. Bereits im Jahr 1921 wurde der Betrieb wieder eingestellt. Die Ruine ist noch gut sichtbar erhalten. Direkt an dieser Steinbrecheranlage befindet sich der Grillplatz, der vom Verschönerungsverein Obertiefenbach betrieben wird.

#### Fachwerkhäuser

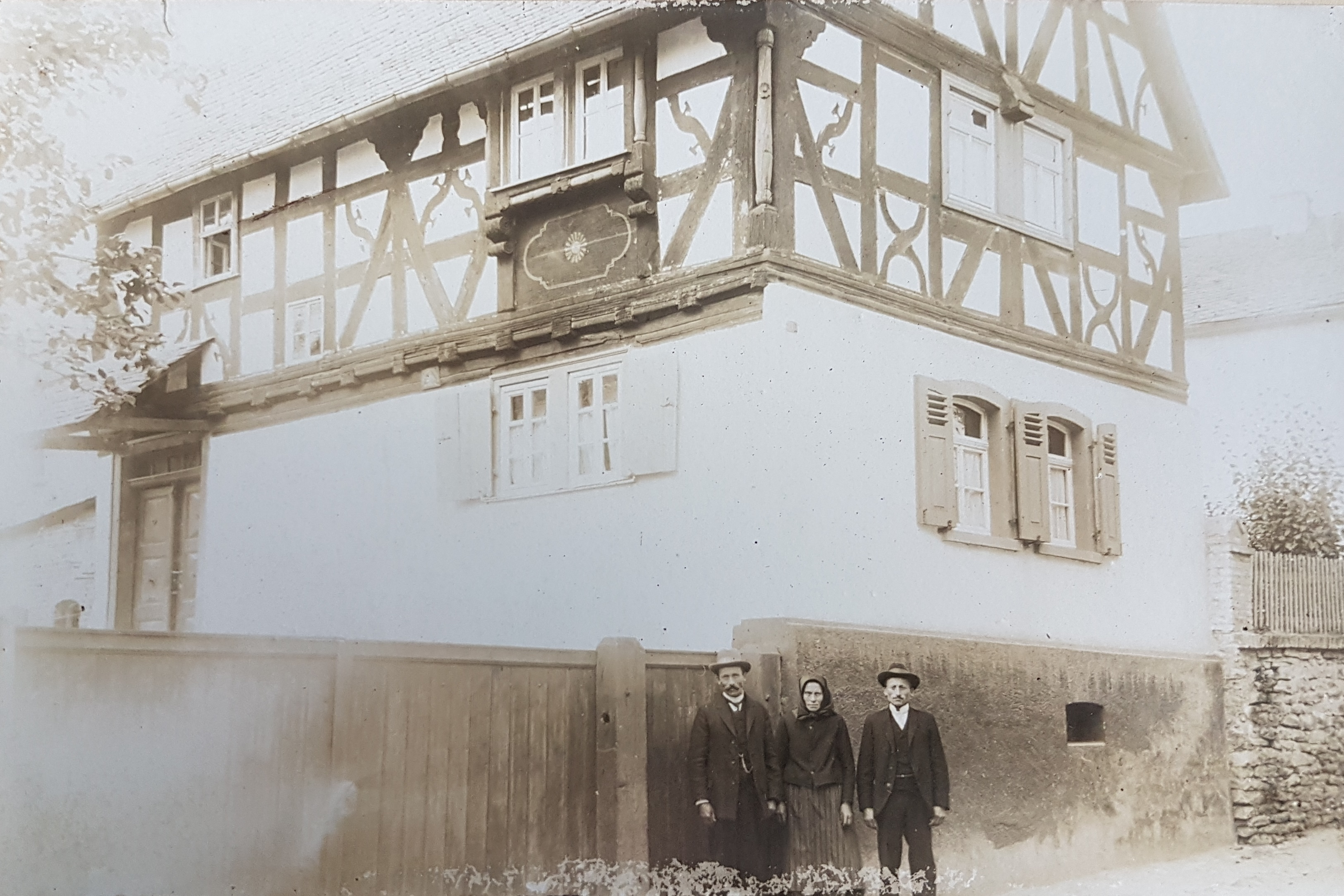
1670 erbautes Fachwerkhaus in der mittleren Hauptstraße (um 1900)

Im Ortskern von Obertiefenbach sind vereinzelt bis zu 400 Jahre alte Fachwerkhäuser zu sehen, die als Zeugen der früheren Baukunst meist unter Denkmalschutz stehen. Die ältesten Straßennamen sind der Kellerweg und die Milchkammer, die bereits Ende des 13. Jahrhunderts vorhanden sein sollen.

#### Bürgerhaus
Das jetzige Bürgerhaus Obertiefenbach in der Steinbacher Straße mit Verbindung zur Gemeindeverwaltung wurde im Jahr 1964 als Mehrzweckhalle erbaut. In den Jahren 2000 bis 2001 wurde dieses Gebäude Im Rahmen der Dorferneuerung Obertiefenbach vollständig zum Bürgerhaus umgebaut und am 11. Oktober 2001 eingeweiht.

### Museen

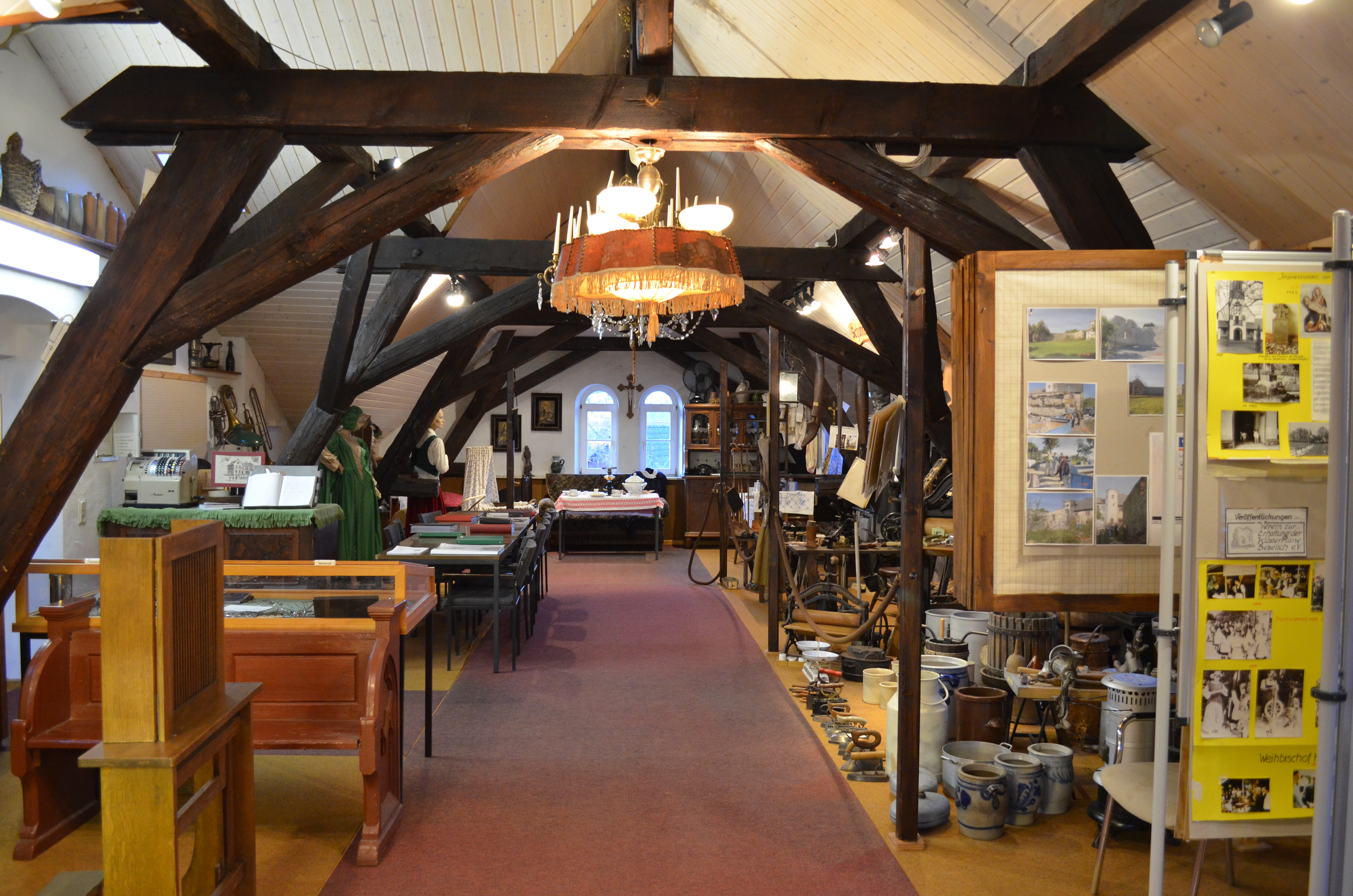
Der Hauptsaal der Heimatstube im Pfarrheims

In der denkmalgeschützten Alten Schule wird vom katholischen Männerwerk St. Ägidius seit 14. März 1998 die Obertiefenbacher Heimatstube betrieben. Das Museum befasst sich vorwiegend mit der Geschichte, Tradition und Kultur Obertiefenbachs.

## Wirtschaft und Infrastruktur

### Wirtschaftsstruktur

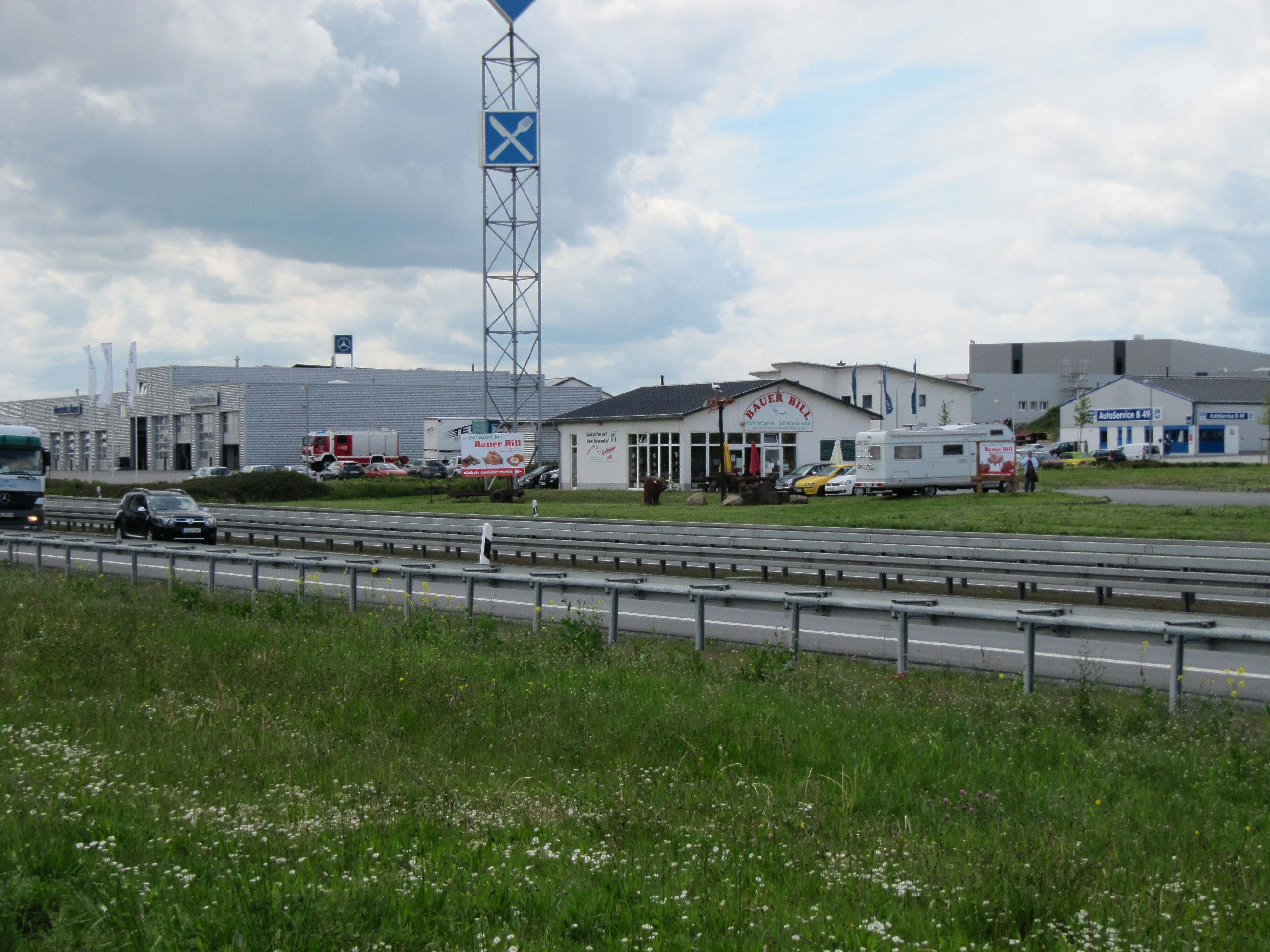
Investzentrum an der B49

Obertiefenbach verfügt über ein Gewerbegebiet, in dem sich Verbrauchermärkte und weitere Einkaufsläden angesiedelt haben, sowie über das „Investzentrum“ in dem Industriebetriebe, Autohäuser, Werkstätten, Logistikunternehmen, Schnellrestaurants und Tankstellen beheimatet sind. Obertiefenbach ist heute im Wesentlichen ein Wohnort, deren Bürger ihren Lebensunterhalt in den umliegenden Städten wie Limburg und Weilburg sowie im Rhein-Main-Gebiet verdienen.

### Verkehr
Über die Bundesautobahn 3 (Ausfahrt Limburg-Nord) in Verbindung mit der Bundesstraße 49, die vierspurig direkt an Obertiefenbach vorbeiführt, ist der Ort gut an das überregionale Straßennetz angeschlossen. Außerdem befindet sich der Bahnhof Limburg-Süd der ICE-Schnellfahrstrecke Köln–Rhein/Main in einer Entfernung von nur 11 Kilometern. Landes- und Kreisstraßen stellen die Verbindungen zu den Nachbarorten her.

### Einrichtungen und Freizeitmöglichkeiten
In Obertiefenbach befinden sich die katholische Kindertagesstätte „St. Ägidius“ und die Grundschule Beselich sowie die Kinderkrippe „Bärenhöhle“. Die katholische Kirchengemeinde betreibt im Pfarrheim „Alte Schule“ die seit 1951 bestehende katholische öffentliche Bücherei. Das Seniorenzentrum „Maria Hilf“ wird seit dem Jahr 2000 vom Bezirkscaritasverband Limburg betrieben.
Die Freiwillige Feuerwehr Beselich-Obertiefenbach, die im Jahr 1880 gegründet wurde, sorgt für den Brandschutz und die allgemeine Hilfe. Sie wurde am 26. Februar 1972 um die Jugendfeuerwehr und am 9. November 2008 um die Kinderfeuerwehr erweitert. Die Feuerwehr Beselich-Obertiefenbach wurde im Dezember 2018 vom Hessischen Ministerium des Innern und für Sport als Feuerwehr des Monats ausgezeichnet.
Für Veranstaltungen steht das am 11. Oktober 2001 eingeweihte Bürgerhaus zur Verfügung. Die Einwohner haben die Möglichkeit einen Fußballplatz, eine Tennisanlage und die große Georg-Leber-Sporthalle zu nutzen. Daneben finden sich in Obertiefenbach vier Spielplätze und in der Gemarkung mehrere Wanderwege.

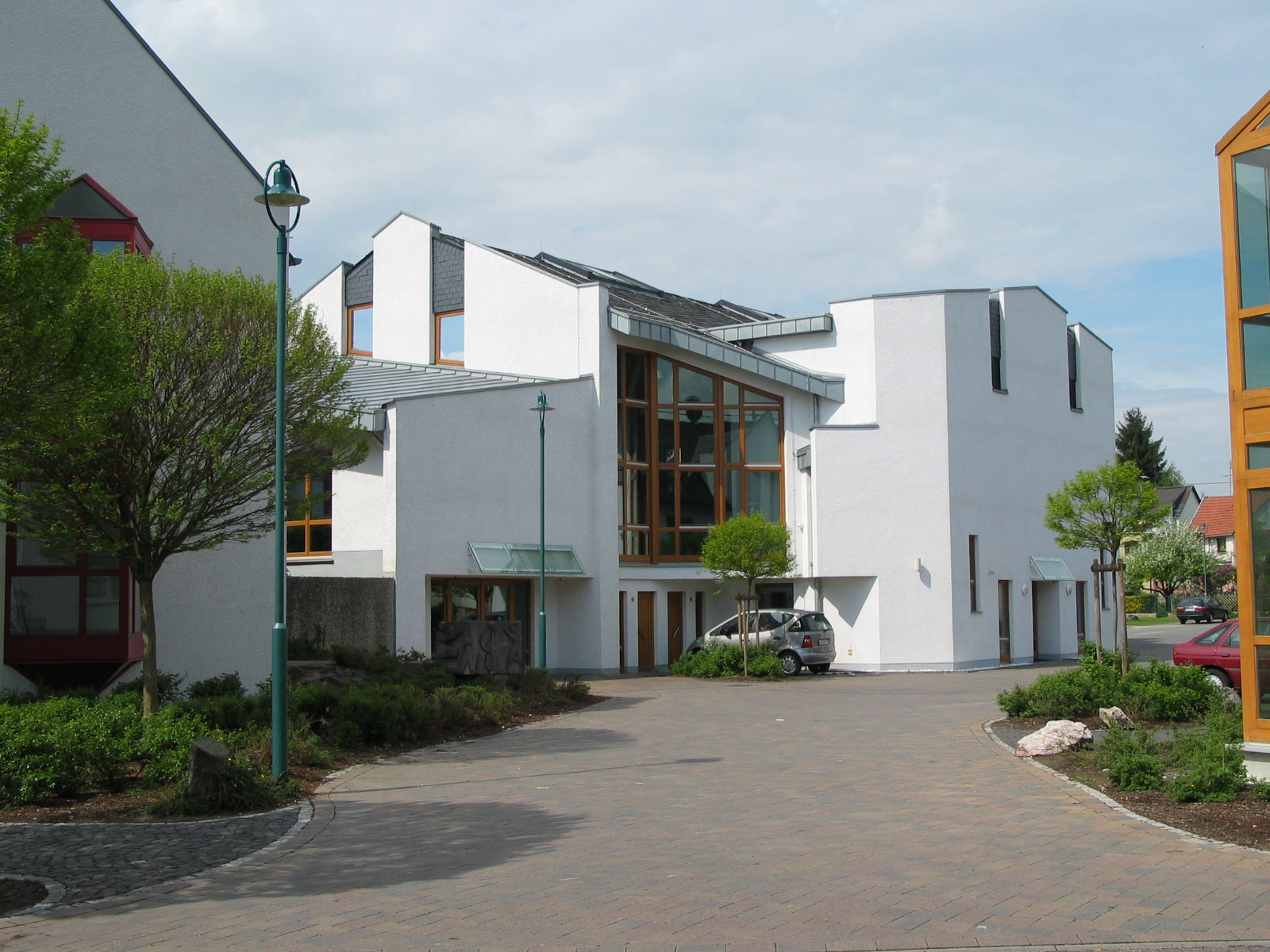
Bürgerhaus Obertiefenbach in der Steinbacher Straße
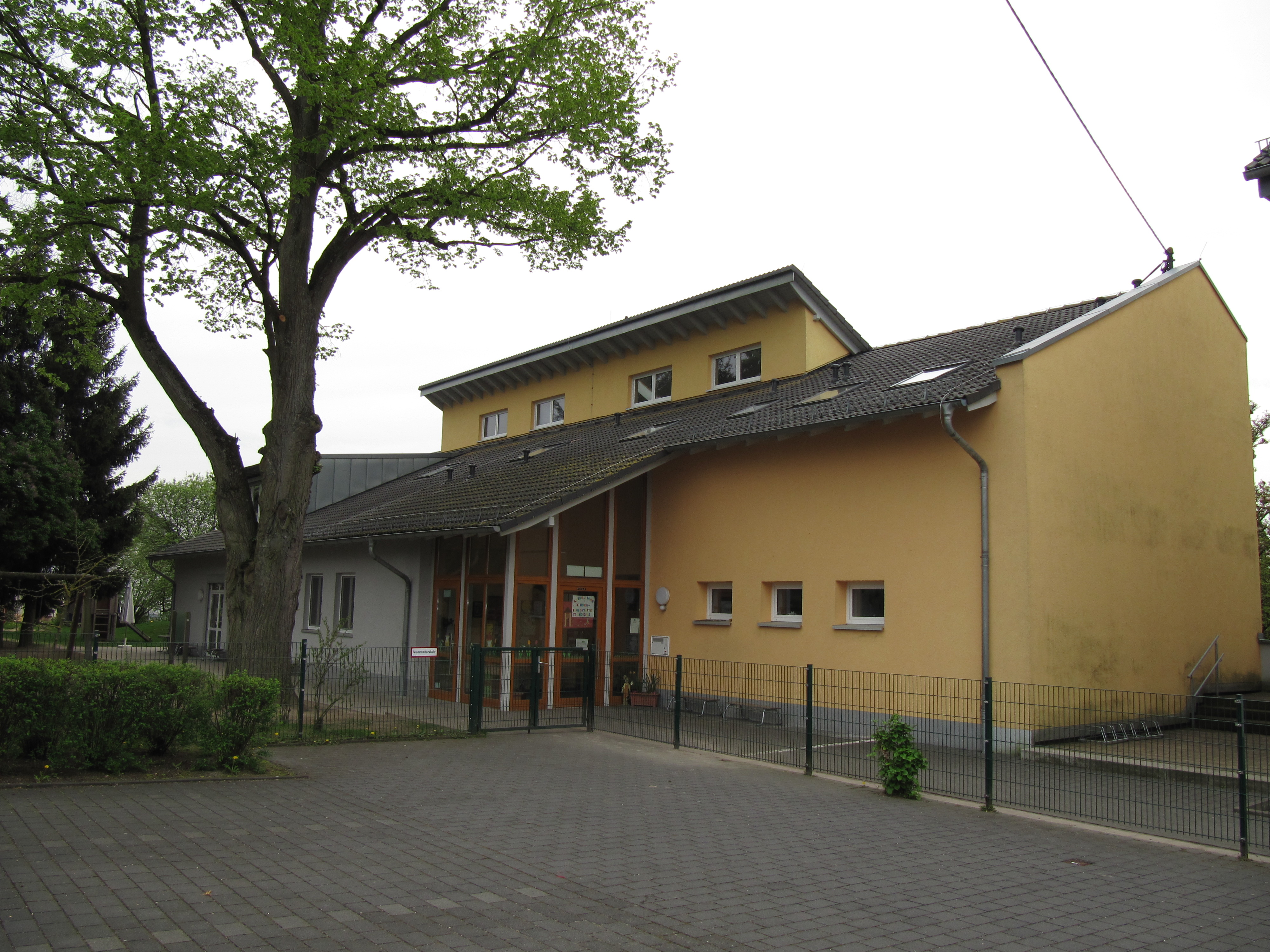
Kath. Kindertagesstätte „St. Ägidius“ im Auer Weg
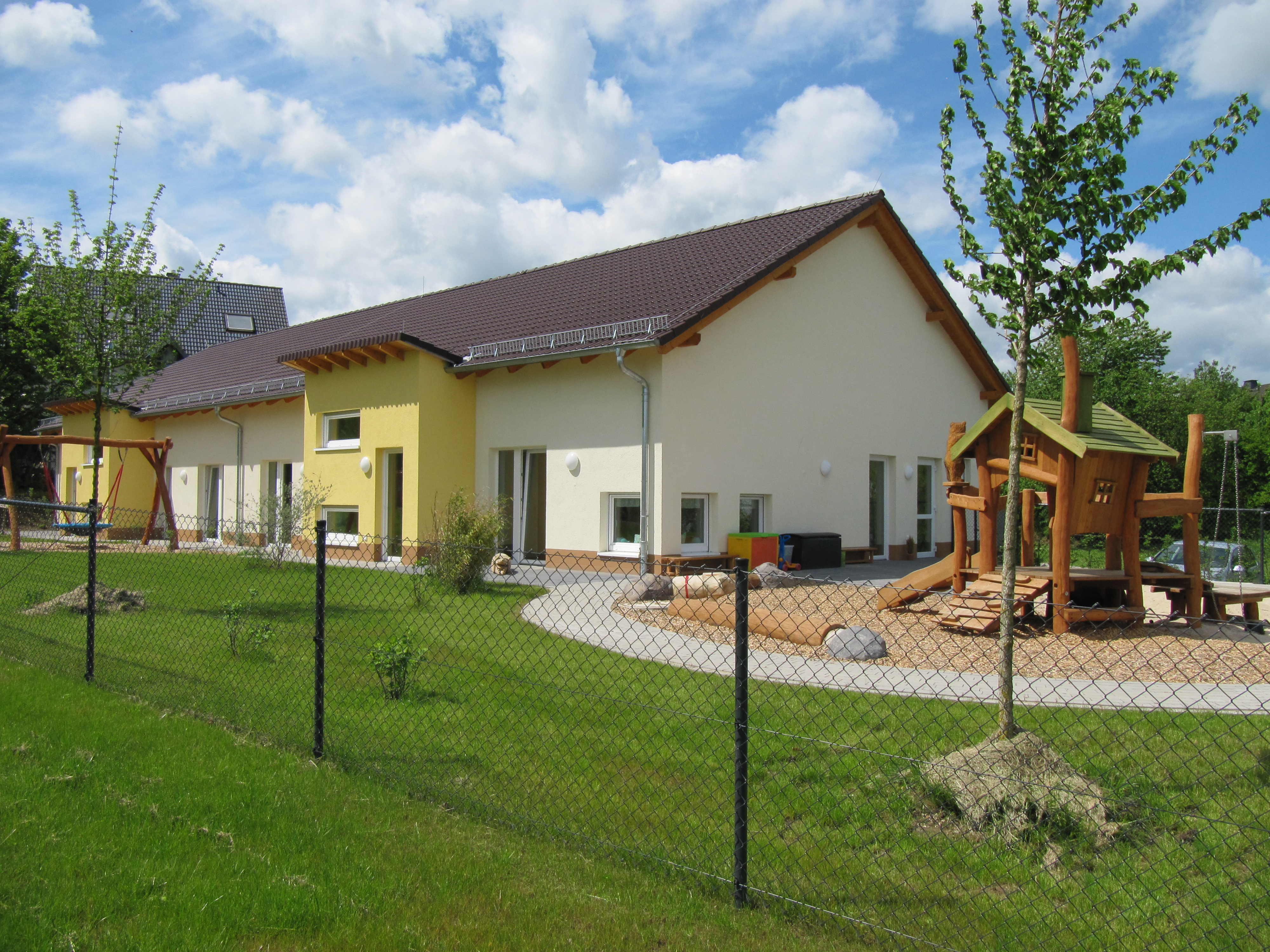
Kinderkrippe „Bärenhöhle“ in der Pfarrer-Heyer-Straße

### Grundschule

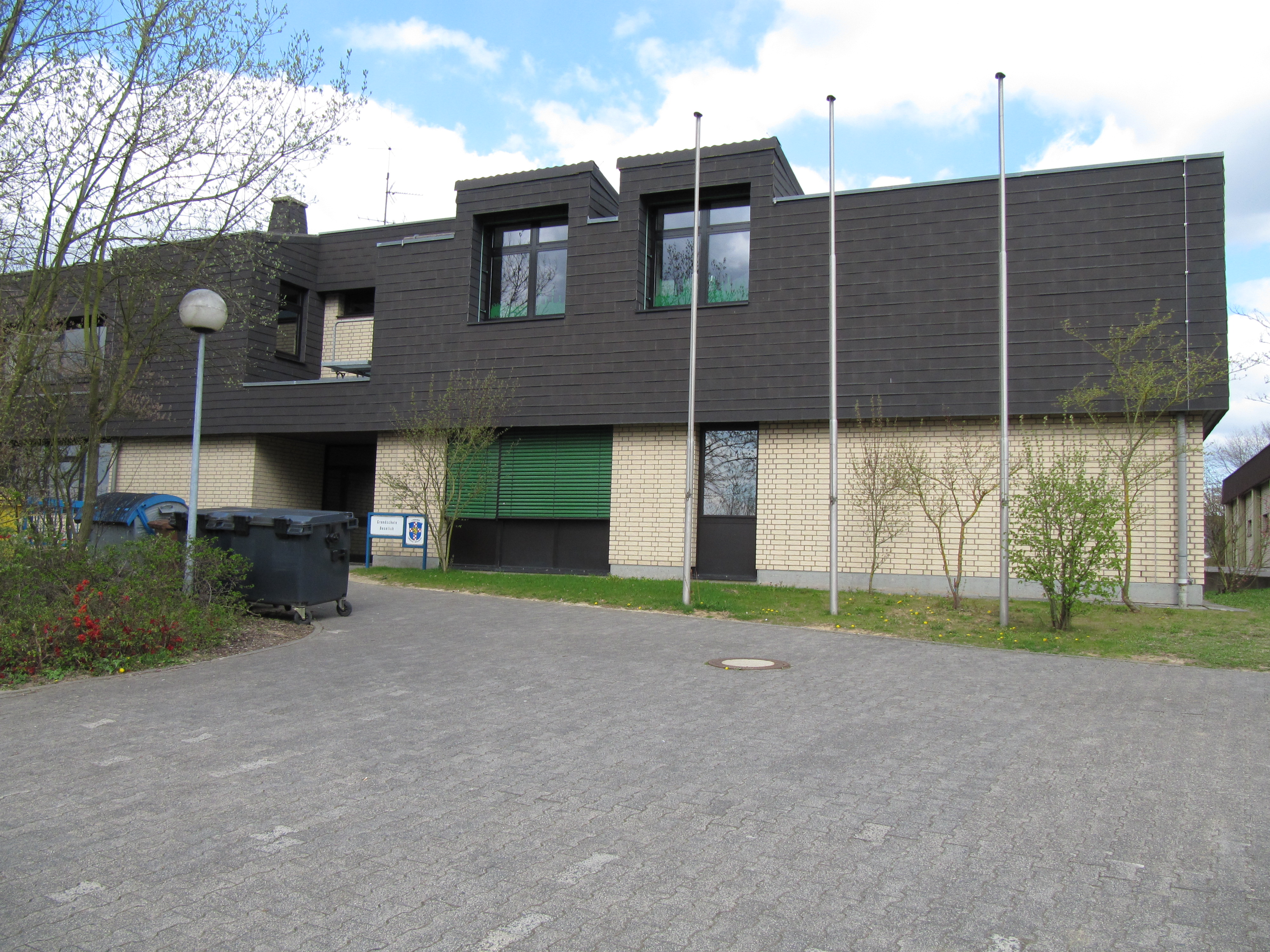
Grundschule Beselich in der Schupbacher Straße

Die Grundschule Beselich in der Schupbacher Straße in Obertiefenbach wurde im August 1983 eingeweiht. In dieser Schule werden die Grundschulkinder aus der Gemeinde Beselich unterrichtet.

### Georg-Leber-Halle (Sporthalle)

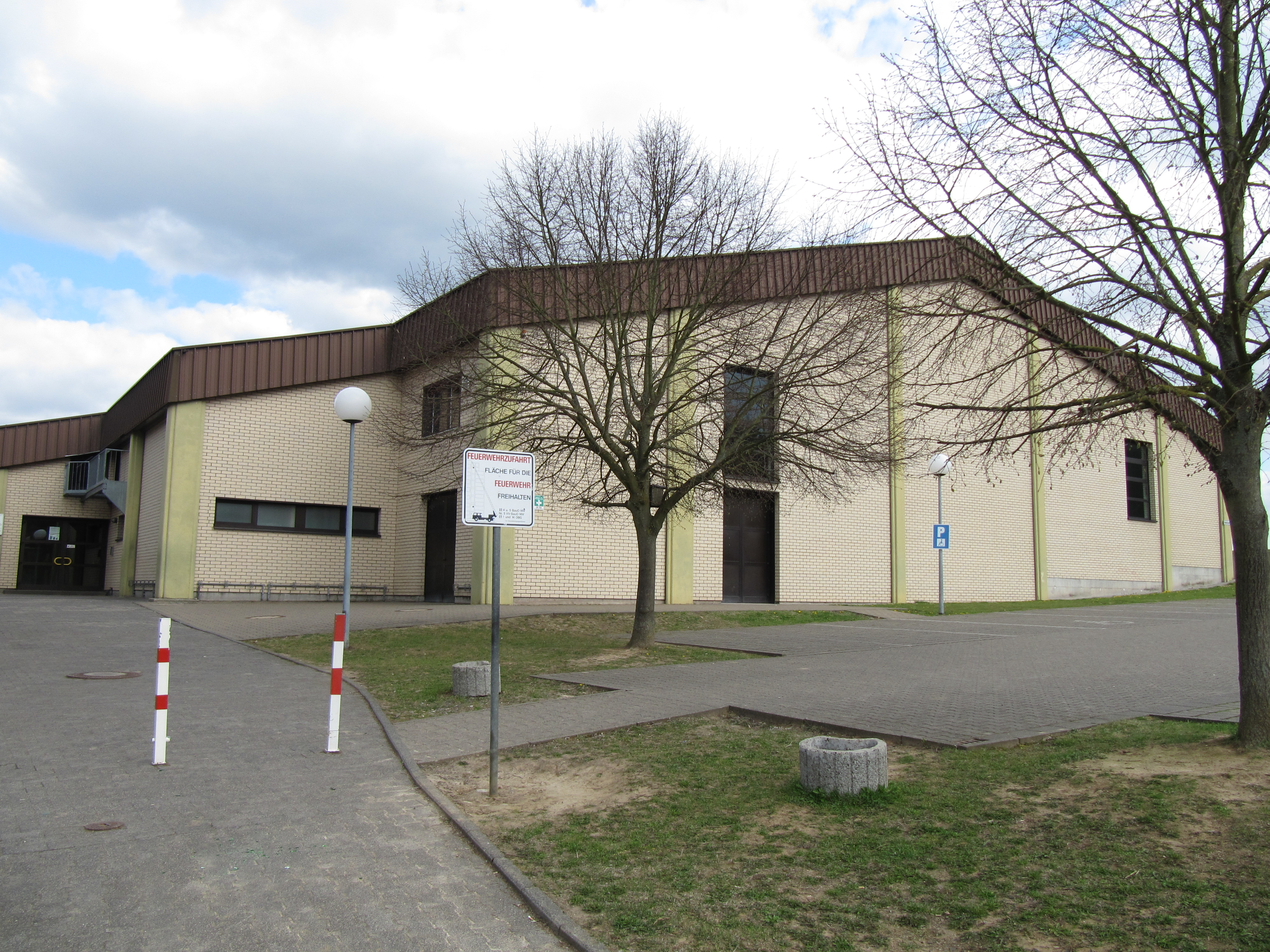
Sporthalle Beselich in der Schupbacher Straße

Die direkt neben der Grundschule befindliche Sporthalle, welche im gemeinsamen Eigentum der Gemeinde Beselich mit dem Landkreis Limburg-Weilburg steht, wurde am 19. Dezember 1990 ihrer Bestimmung übergeben. In der Sporthalle sind alle Hallensportarten möglich. Die Sporthalle steht vormittags der Grundschule Beselich, nachmittags und abends sowie an Wochenenden den ortsansässigen Vereinen der Gemeinde zur Verfügung. Die Gemeinde Beselich hat nach einstimmigem Beschluss der Gemeindevertretung am 23. Februar 2015 nach Zustimmung des Kreisausschusses des Landkreises Limburg-Weilburg der Sporthalle Obertiefenbach am 12. Dezember 2015 den Namen „Georg-Leber-Halle“ gegeben und würdigt damit die Verdienste des verstorbenen Ehrenbürgers ihrer Gemeinde.

### Seniorenzentrum „Maria Hilf“
Im Mai 2000 wurde in der Au in Obertiefenbach das von der Gemeinde errichtete und vom Caritasverband betriebene Seniorenzentrum „Maria Hilf“ offiziell seiner Bestimmung übergeben. Die Einrichtung verfügt über eine Sozialstation sowie 22 Langzeit- und 10 Kurzzeitpflegeplätze. Zu Beginn des Jahres 2006 wurde das Angebot durch die Bereitstellung von 11 seniorengerechten Wohnungen erweitert.

### Trinkwasser-Aufbereitung

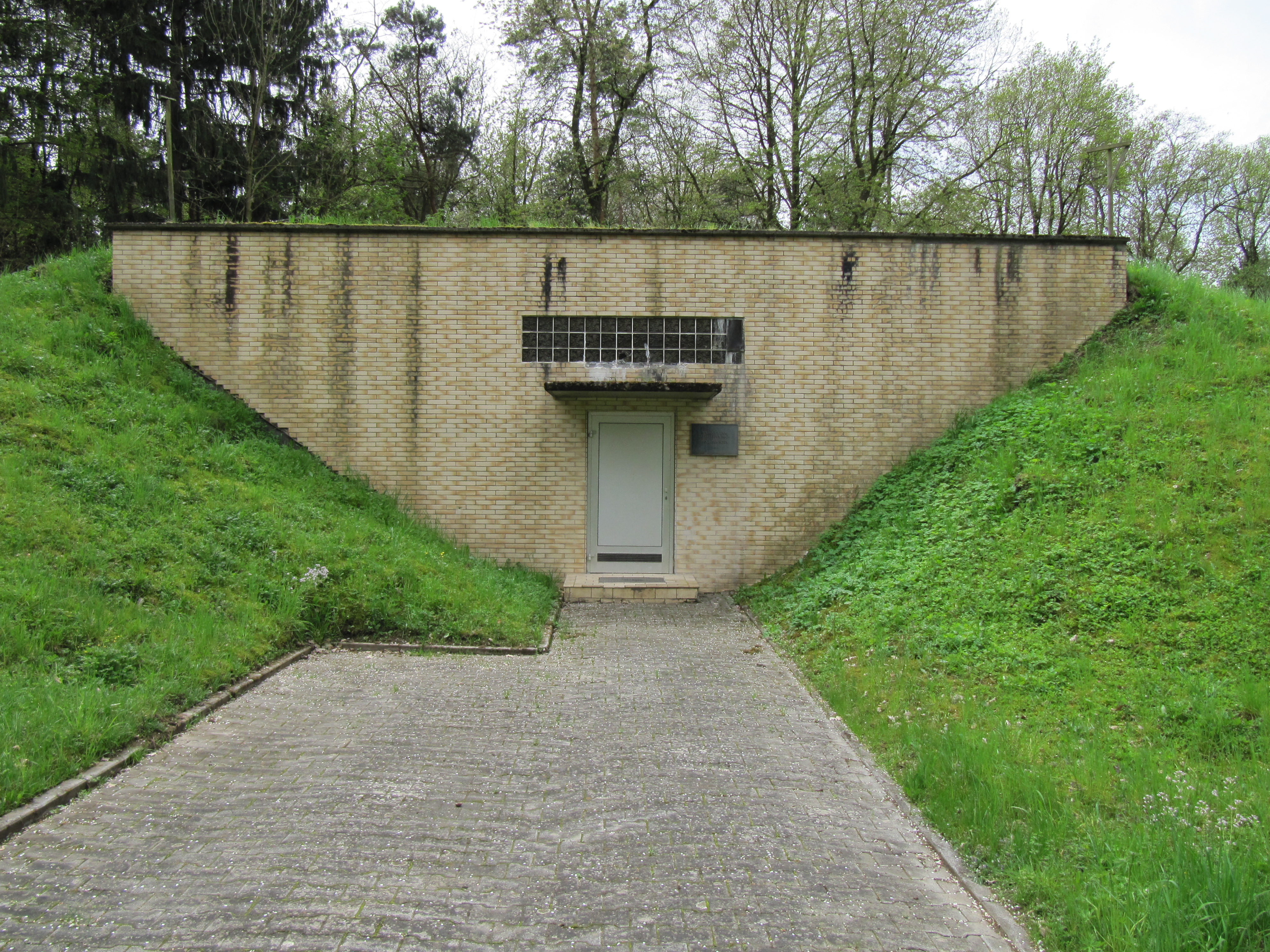
Trinkwasser-Hochbehälter am Beselicher Kopf

Am Beselicher Kopf unterhalb der Kapelle Beselich befindet sich der Trinkwasser-Hochbehälter und eine Trinkwasseraufbereitungsanlage mit Wasserenthärtung, die die Wasserversorgung für den Ort sicherstellt.

## Persönlichkeiten
- Johannes Höchst (1798–1872), Bürgermeister und Mitglied des Provinziallandtages der Provinz Hessen-Nassau
- Georg Wagner (1799–1859), Landwirt und Mitglied des Nassauischen Landtags
- Johann Schmitt (1823–1899), Bürgermeister und Mitglied des Provinziallandtages der Provinz Hessen-Nassau
- Georg Höchst (1838–1908), Bürgermeister und Mitglied des Provinziallandtages der Provinz Hessen-Nassau
- Jakob Gräf (1875–1924), katholischer Geistlicher und Mitglied des Nassauischen Kommunallandtags
- Georg Wagner (1876–1955), Volksschullehrer, Sachbuchautor und Heimatforscher. Nach ihm ist die Georg-Wagner-Straße in Obertiefenbach benannt.
- Karl Josef Schlitt (1883–1960), Landrat des Landkreises Wiesbaden (1918–1928), Bezirksvorsitzender der CDU Wiesbaden und Landesschatzmeister der CDU Hessen (1947–1960), Mitglied der Verfassungberatenden Landesversammlung Groß-Hessen und dort Vorsitzender des Verfassungsausschusses (1946), Mitglied des Hessischen Landtags (1949–1950).
- Arthur Koetz (1896–1953), Schriftsteller, wuchs als Kleinkind in der Gemeinde Obertiefenbach auf.
- Johann Schäfer (1893–1973), Wirtschaftsjournalist
- Georg Leber (1920–2012), deutscher Politiker (SPD), ehemaliger Bundestagsvizepräsident (1979–1983), Mitglied des Deutschen Bundestags (1957–1983), Mitglied des Europäischen Parlaments (1958–1959), Bundesverkehrsminister (1966–1972) (ab 1969 gleichzeitig Bundesminister für das Post- und Fernmeldewesen) sowie Bundesverteidigungsminister (1972–1978), Ehrenbürger der Gemeinde Beselich (seit 1969).
- Günther Geis (* 1948), Domdekan des Bistums Limburg (2009–2018), Generalvikar des Bistums Limburg (1993–2009), Diözesanadministrator während der Sedisvakanz (2007–2008).
- Franz-Josef Sehr (* 1951), deutscher Kaufmann, Feuerwehrmann und Feuerwehrfunktionär (seit 1968), Träger des Bundesverdienstkreuzes.
- Piotr Jaskóła (Peter Jaskola) (* 1952), polnischer römisch-katholischer Priester und Professor der Theologie an der Universität Opole, vertritt seit Sommer 1993 jährlich den Pfarrer der Katholischen Kirchengemeinde St. Ägidius Obertiefenbach für mehrere Wochen.
- Hedi Sehr (* 1953), deutsche Notfallseelsorgerin und Feuerwehrfrau (seit 1996), Trägerin des Bundesverdienstkreuzes.